# 府中町
府中町（ふちゅうちょう）は、広島県の南西部に位置する町。日本の町村の中で推計人口が一番多い。

## 概要
町内で、古墳時代後期の上岡田古墳が発掘。平安時代から、安芸国の中心として国庁や総社が町内に置かれ。現在でも、安芸国の三大神社の一つの多家神社が置かれるなど、歴史のある町である。

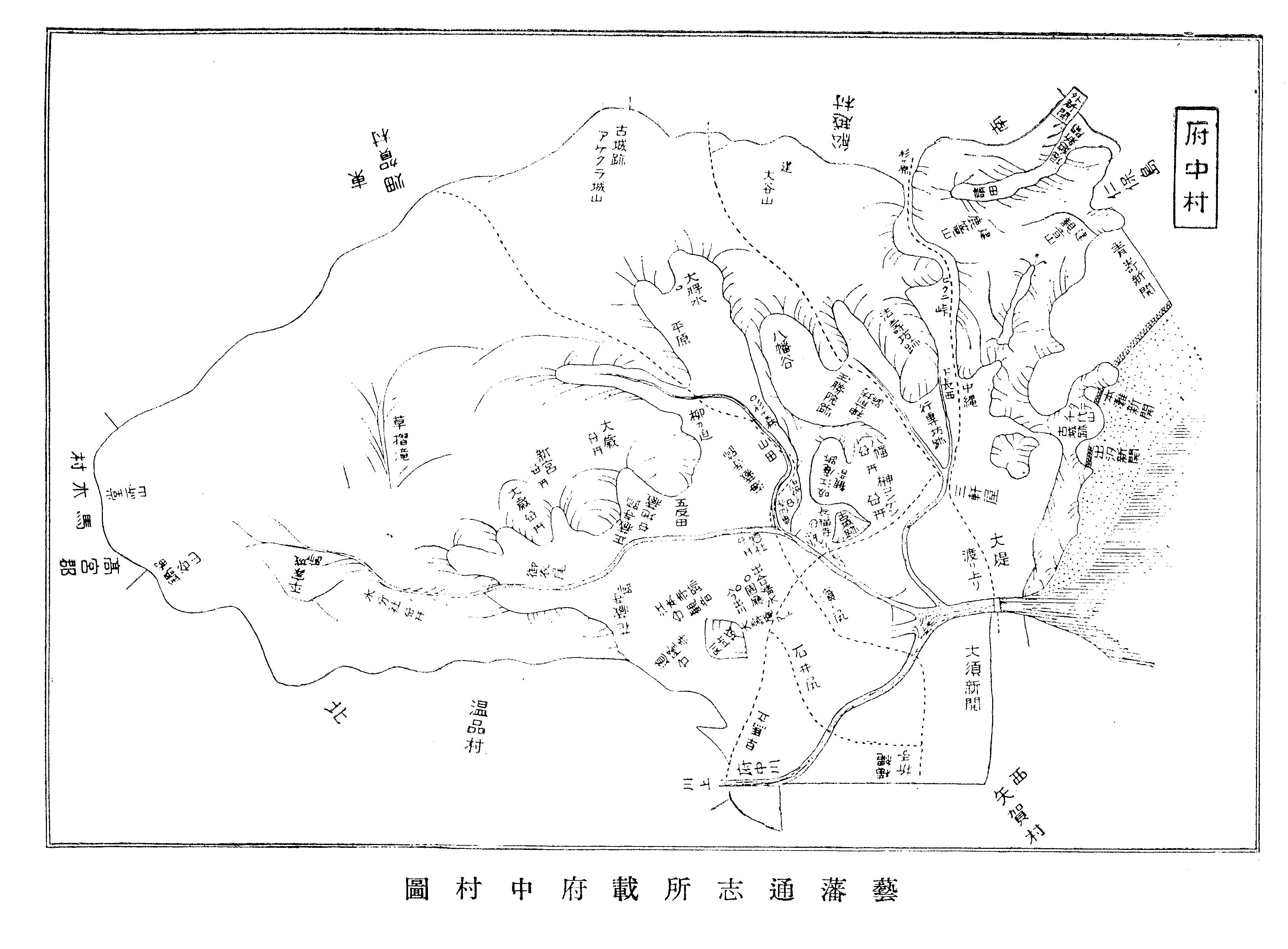
芸藩通志の江戸時代の府中町周辺の地図
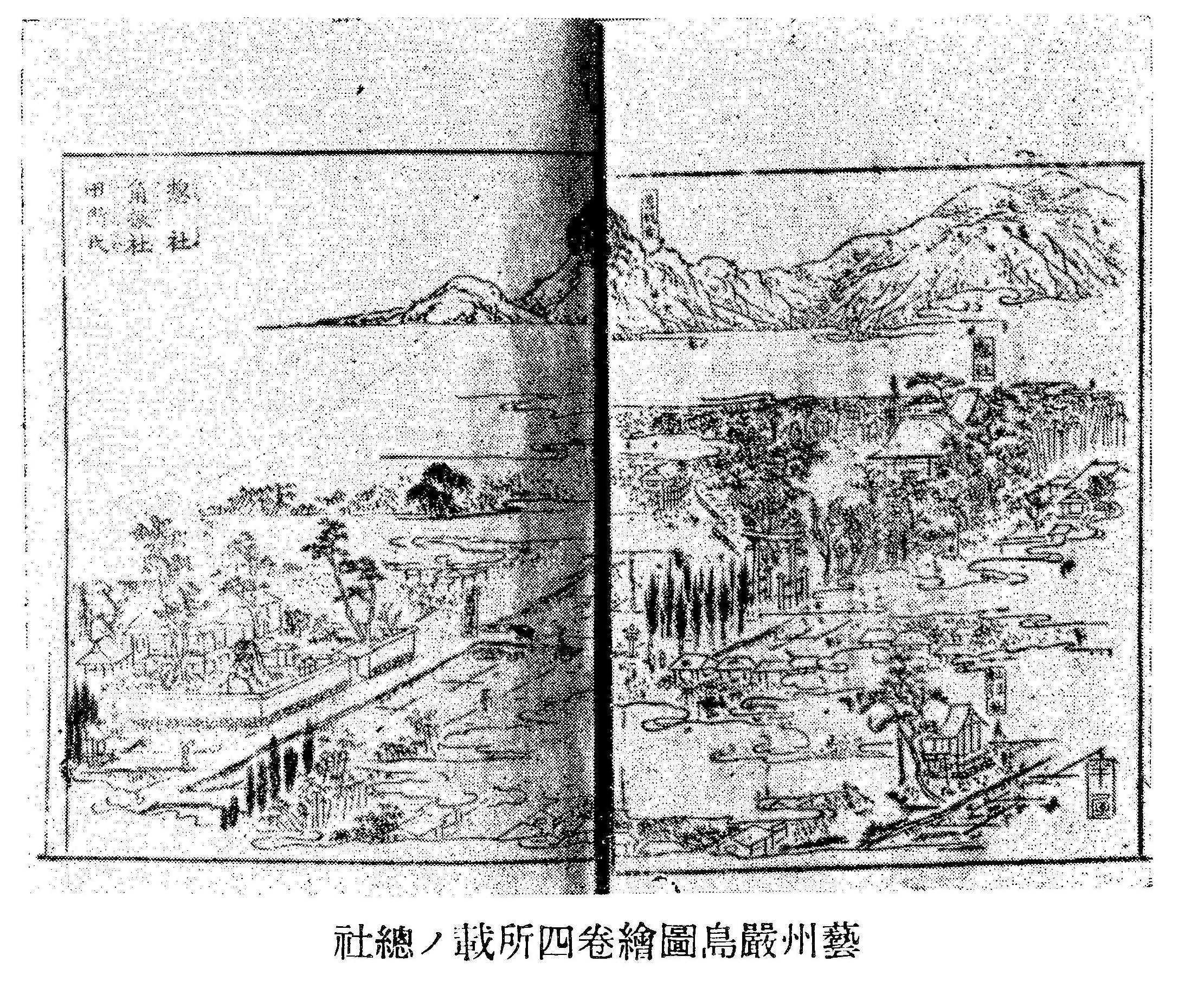
芸州厳島図会の総社周辺の地図

自動車メーカー『マツダ』の本社が所在する企業城下町であるため、主要産業は自動車産業である。以前はキリンビール広島工場があったが、現在はイオンモール広島府中（キリンビアパーク広島内）になっている。
なお、東京都には「府中市」（武蔵府中）があり、また同じ広島県にも「府中市」（備後府中）があるが、本項の府中町も旧国名を冠して「安芸府中」と呼んで区別される。
戦前は人口が10,000人にも満たない町であったが、戦後、広島市のベッドタウンとして急速に宅地化が進み、人口が急増した。昭和30年代後半に20,000人、同41年に30,000人、同45年に40,000人を突破し、同62年には50,000人を突破して以来、現在に至るまで50,000人台を維持しており、単独市制条件の一つを満たしている。ただし、広島県の市としての要件に関する条例第2号の規定で、区域の内の高等学校若しくはこれに準する学校又は中等教育学校の数を三以上を置く必要ある等いくつかの制約がある他、県内に既に「府中市」があるため、名称を改称する必要がある。
広島県では三次市と同規模の人口を擁しており、同じ名前で県東部に位置する府中市のほか、竹原、庄原、大竹、安芸高田、江田島の各市よりも人口が多い。
一方で、面積は広島県の市区町村で最も小さく、総面積は10.41km2、可住地面積は僅か5.93km2である。
2023年には、府中町及びイオンモール広島府中が、包括連携協定を締結し、府中町の子育て支援に関すること、高齢者支援・障がい者支援に関すること、健康増進・食育に関すること、地域防災に関すること、その他、地域の活性化・町民サービスの向上に関することについて連携することで、「住んでよかった」「これからも住み続けたい」と実感できるように目指している。

## 地理
太田川デルタの東端に位置し、南部は平坦であるが北部は丘陵地となっている。
- 山 : 高尾山
- 河川 : 猿猴川、府中大川

### 名所・旧跡
以前、国府が置かれたことにより、それにゆかりのある旧跡が多い。
名所
- 水分峡森林公園水分峡（みくまりきょう）

旧跡
- 多家神社（たけじんじゃ） - 境内にある宝蔵は広島城から移設された建物で、県の重要文化財に選定されている。
- 今出川清水（出合清水） - 1984年に名水百選に選定された。
- 田所屋敷跡（田所明神社） - 平安時代から鎌倉時代の有力在庁官人の邸宅跡で、『田所文書』は県の重要文化財に選定されている。
- 道隆寺 - 『薬師如来坐像』は県の重要文化財に選定されている。
- 府中出張城
- 龍仙寺
- 総社跡
- 石井城跡 - 後醍醐天皇の“建武の新政”にて功績を立て、勤皇軍として湊川の戦いに決死の覚悟で挑み、尊皇家として名を馳せた在庁官人、石井末忠の居城跡。後に石井末忠は日本民族の中心を“万世一系の皇室”に求める「皇国史観」や天皇に忠義を尽くす「勤皇思想」の精神的指導力となった。城跡には石井末忠を顕彰する碑が建立されている。石井末忠が戦死した湊川（兵庫県神戸市）には、地名として石井町や石井橋などが由来として残っている。

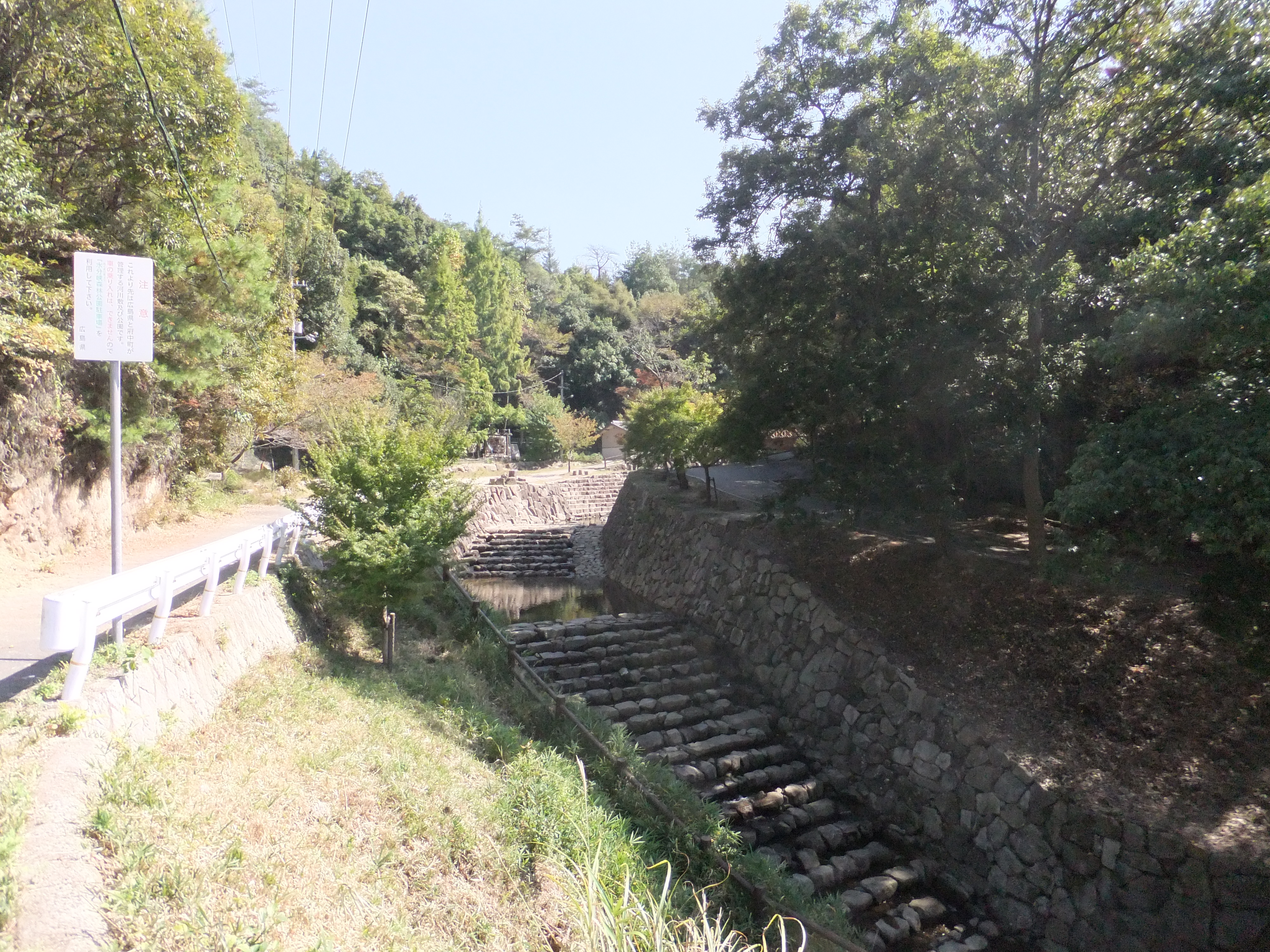
水分峡森林公園
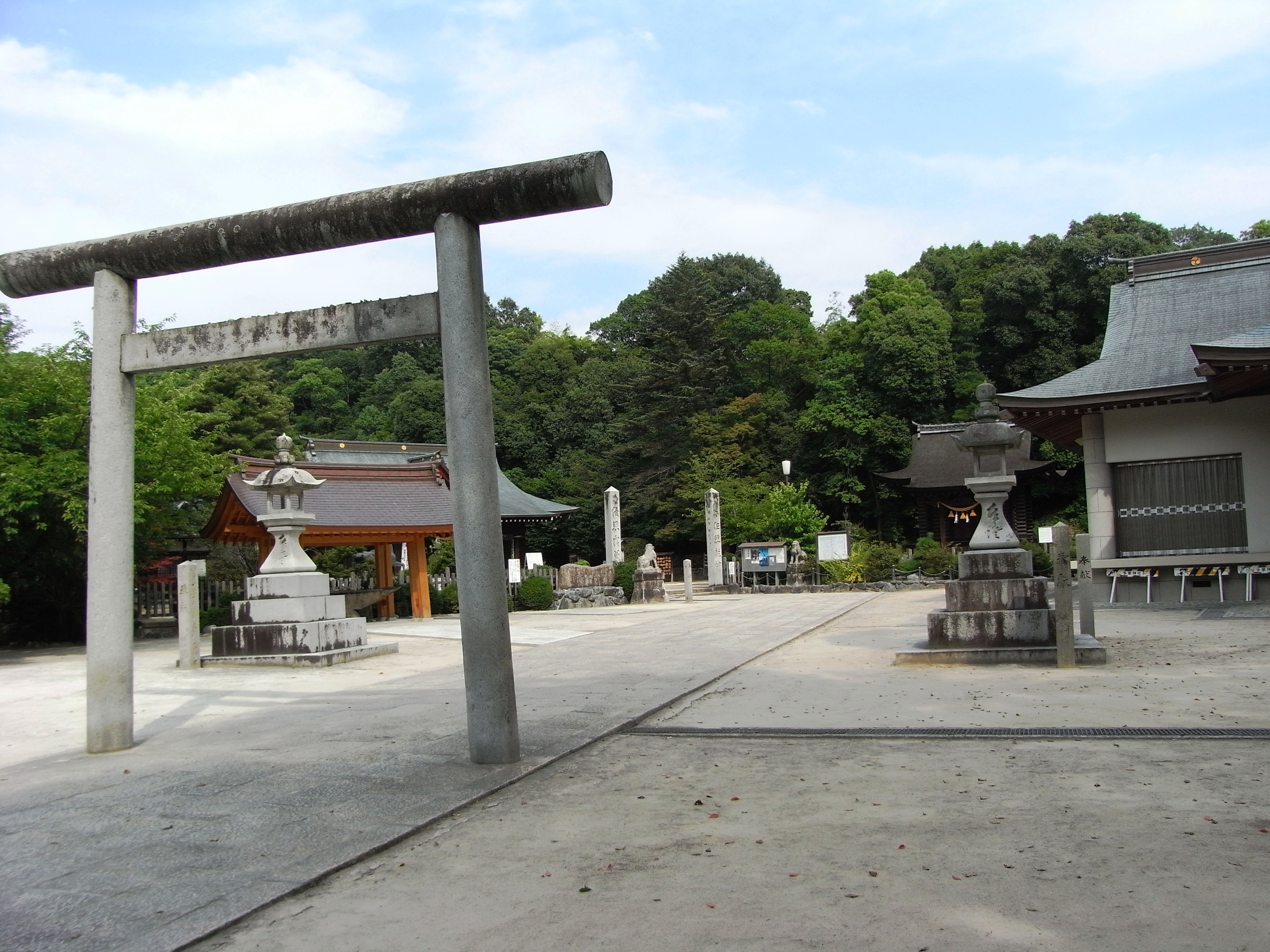
多家神社
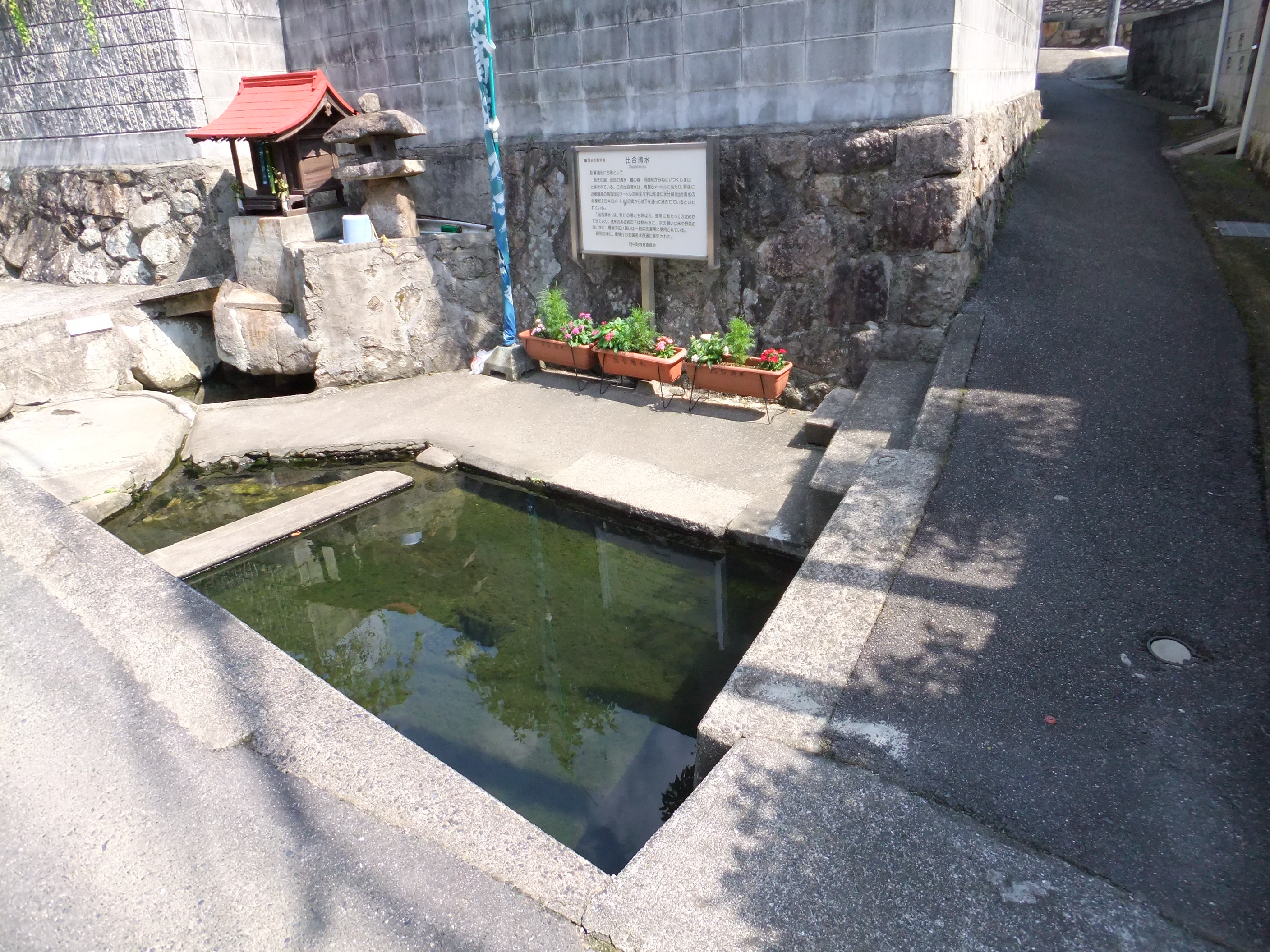
今出川清水
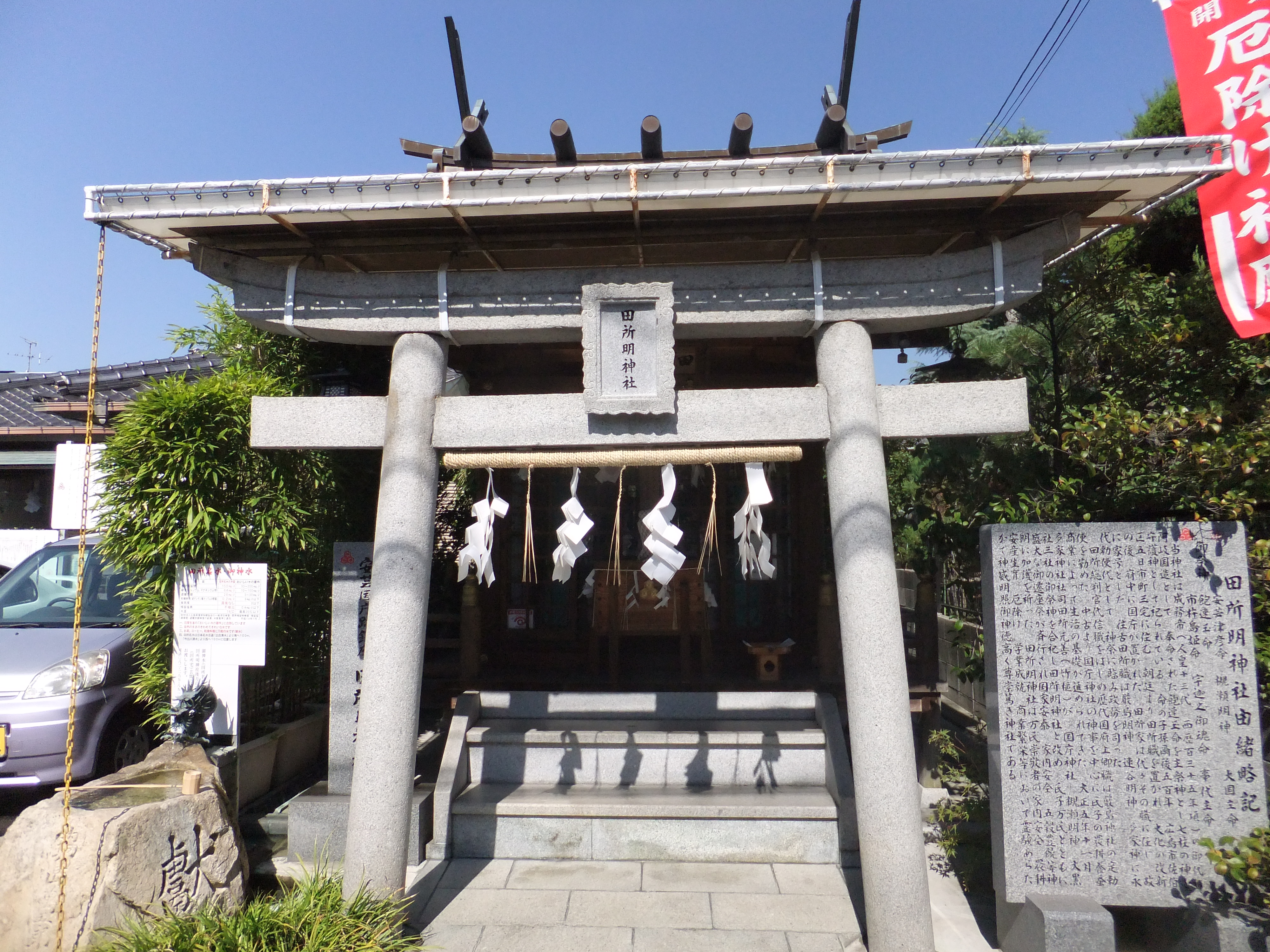
田所明神社
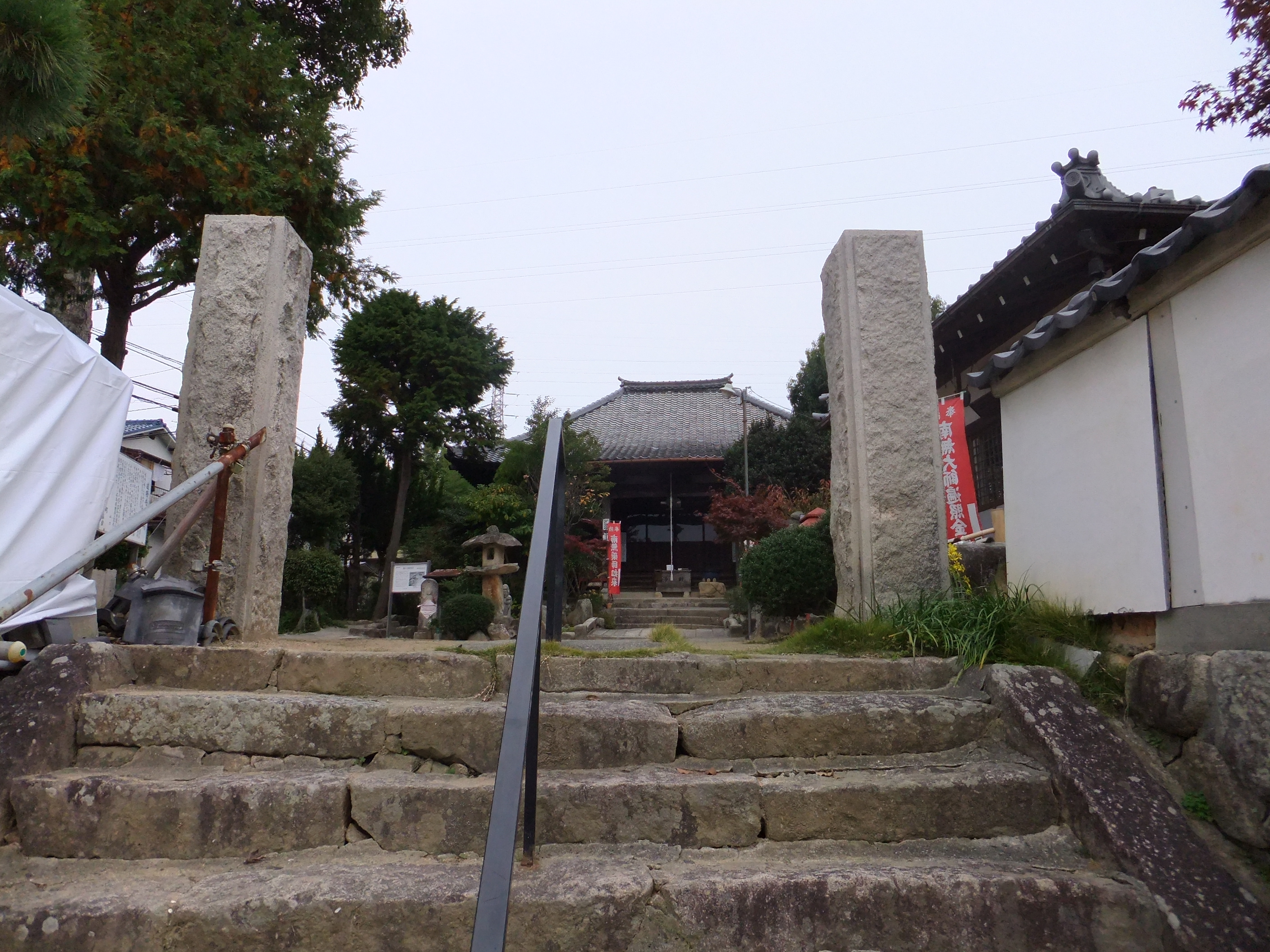
道隆寺
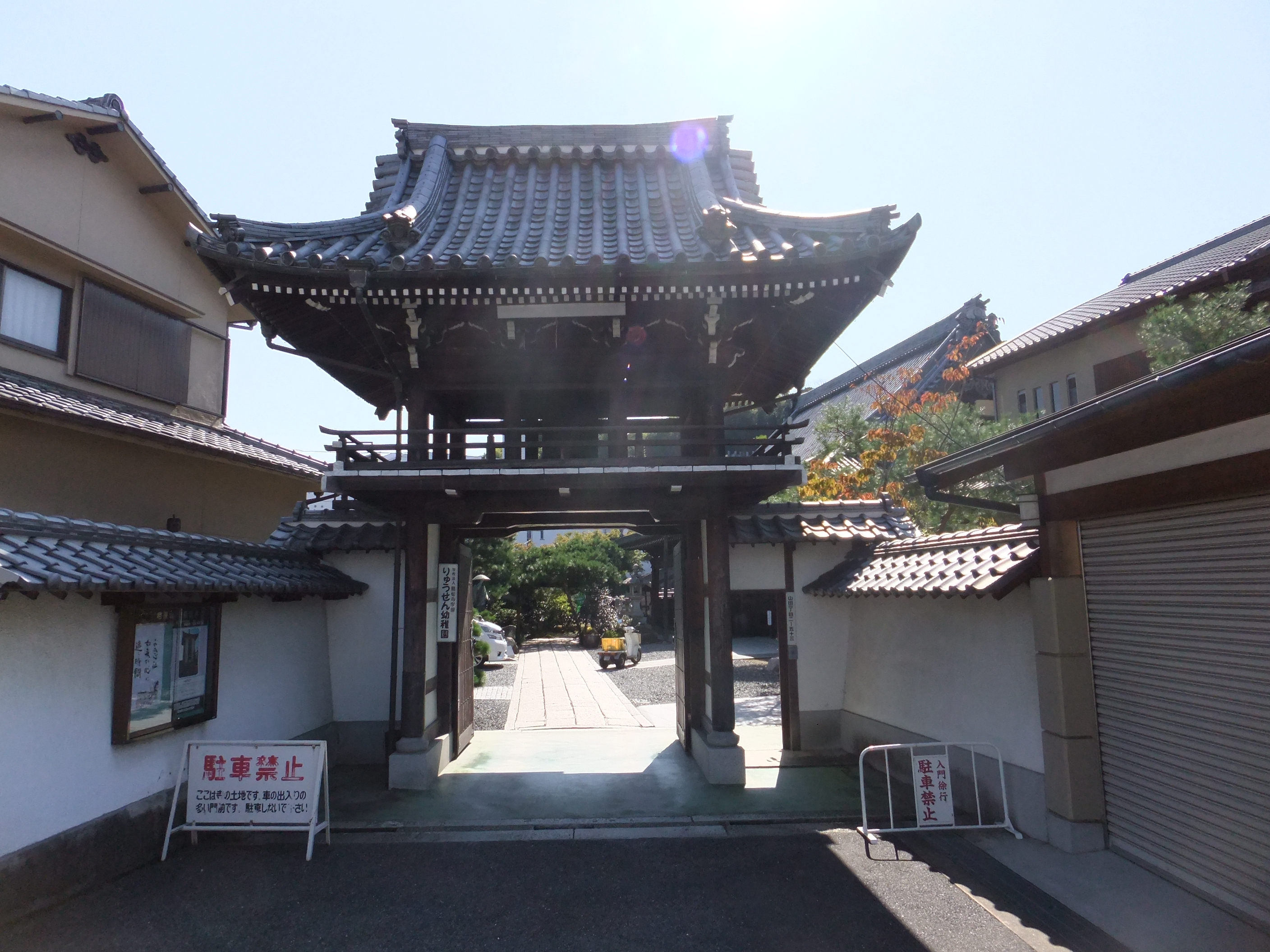
龍仙寺
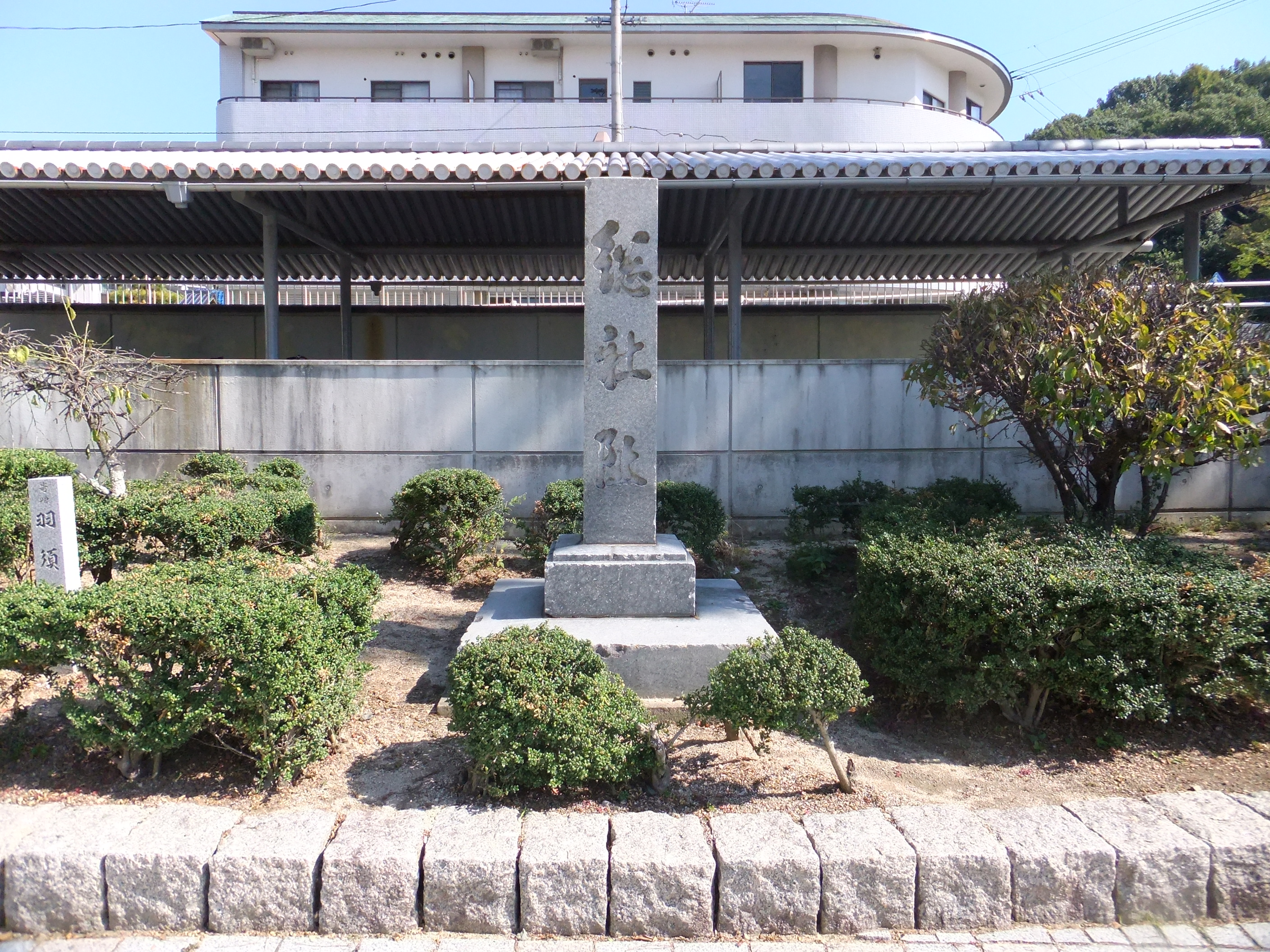
総社跡
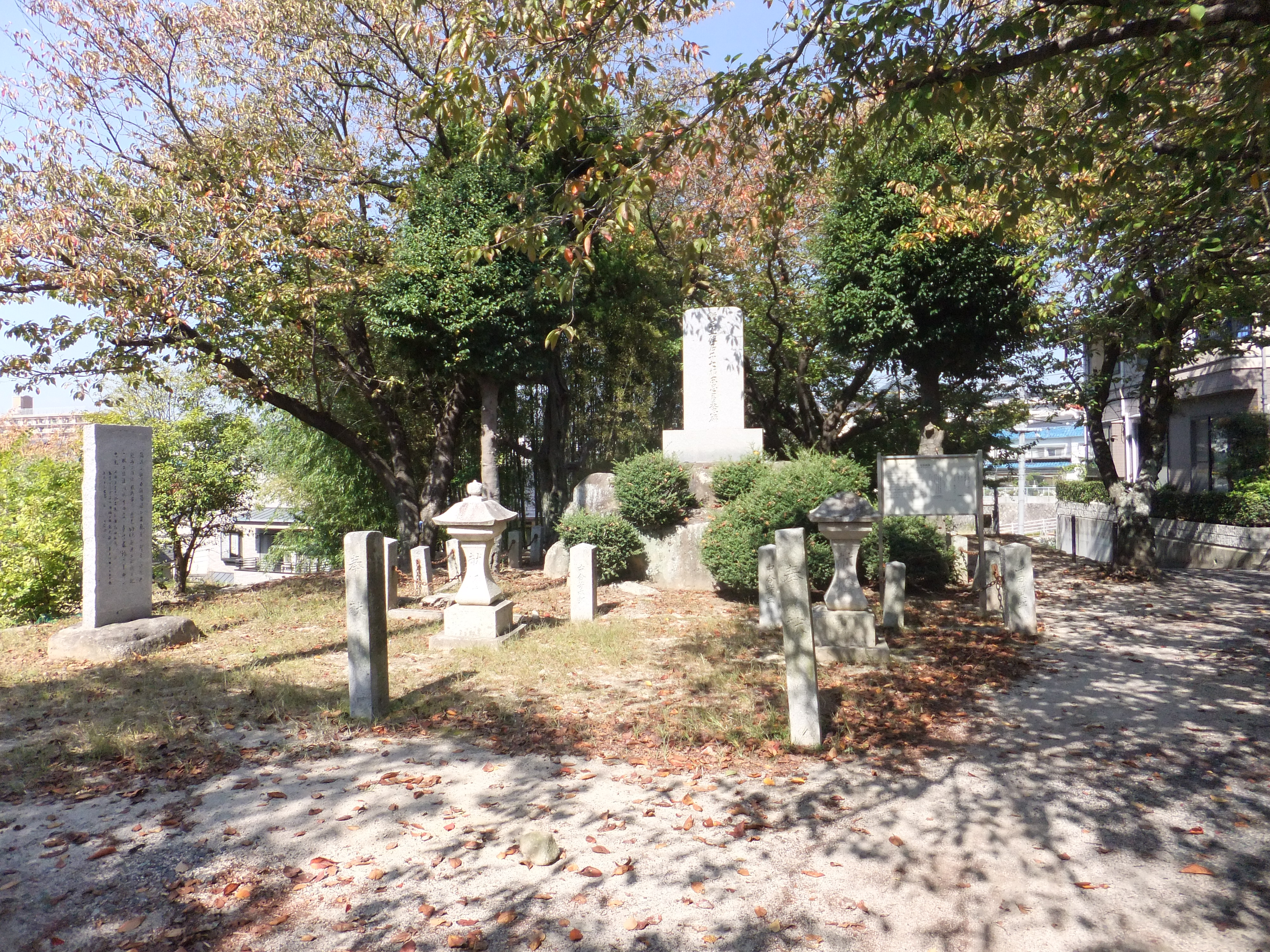
石井城跡

### 隣接している広島市の区
1975年までに、隣接町村が全て広島市と合併。1980年に広島市が地方自治法の定めるところにより内閣が指定都市に指定したことで、東区、南区及び安芸区が隣接する区になっており、広島市の区域に四方を囲まれている。全国で唯一、周りを一つの市の区域に囲まれている町である。
周辺町村が広島市に合併するまでは、矢賀村（1929年4月1日合併、現・東区）、瀬野川町（1973年3月20日合併、現・安芸区）、安芸町（1974年11月1日合併、現・東区）、船越町（1975年3月20日合併、現・安芸区）に隣接していた。

### 広袤（こうぼう）
国土地理院によると府中町の東西南北それぞれの端は以下の位置。北端は高尾山の北東約570m、東端は高尾山の東約1350m、南端は西日本旅客鉄道（JR西日本）山陽本線向洋駅の東南東約489m青崎第3踏切付近、西端は西日本旅客鉄道（JR西日本）芸備線矢賀駅の南南西約427mである。また、2010年国勢調査結果に基く人口重心は八幡2丁目13付近である。
|                                                                           | 北端 北緯34度25分18秒 東経132度31分52秒 / 北緯34.42167度 東経132.53111度 ↑ | 人口重心 北緯34度23分24.65秒 東経132度30分37.08秒 / 北緯34.3901806度 東経132.5103000度 |
| 西端 北緯34度23分44秒 東経132度29分44秒 / 北緯34.39556度 東経132.49556度← | 町役場 北緯34度23分33秒 東経132度30分16秒 / 北緯34.3925度 東経132.50444度  | 東端 →北緯34度25分04秒 東経132度32分27秒 / 北緯34.41778度 東経132.54083度              |
|                                                                           | ↓ 南端 北緯34度22分29秒 東経132度30分40秒 / 北緯34.37472度 東経132.51111度 |                                                                                        |

## 行政
- 町長：寺尾光司（2024年6月4日就任、1期目）

### 人口
| |                                        |  |
| 府中町と全国の年齢別人口分布（2005年） | 府中町の年齢・男女別人口分布（2005年） |  |
| ■紫色 ― 府中町 ■緑色 ― 日本全国 | ■青色 ― 男性 ■赤色 ― 女性              |  |
| 府中町（に相当する地域）の人口の推移 \| 1970年（昭和45年） \| 40,302人 \| \| \| 1975年（昭和50年） \| 47,539人 \| \| \| 1980年（昭和55年） \| 47,817人 \| \| \| 1985年（昭和60年） \| 48,833人 \| \| \| 1990年（平成2年） \| 50,060人 \| \| \| 1995年（平成7年） \| 50,676人 \| \| \| 2000年（平成12年） \| 50,673人 \| \| \| 2005年（平成17年） \| 50,732人 \| \| \| 2010年（平成22年） \| 50,442人 \| \| \| 2015年（平成27年） \| 51,053人 \| \| \| 2020年（令和2年） \| 51,155人 \| \| |                                        |  |
| 総務省統計局 国勢調査より |                                        |  |
| 1970年（昭和45年） | 40,302人                               |  |
| 1975年（昭和50年） | 47,539人                               |  |
| 1980年（昭和55年） | 47,817人                               |  |
| 1985年（昭和60年） | 48,833人                               |  |
| 1990年（平成2年） | 50,060人                               |  |
| 1995年（平成7年） | 50,676人                               |  |
| 2000年（平成12年） | 50,673人                               |  |
| 2005年（平成17年） | 50,732人                               |  |
| 2010年（平成22年） | 50,442人                               |  |
| 2015年（平成27年） | 51,053人                               |  |
| 2020年（令和2年） | 51,155人                               |  |

### 姉妹都市・提携都市
- 邑南町（島根県邑智郡）
  - 1975年7月14日 姉妹都市提携（旧羽須美村の時代に締結）

### 地方公共団体間の連携
2014年に広島市は総務省から「新たな広域連携モデル構築事業」に選定され、翌年にこれは連携中枢都市圏として法律上の裏付けのある制度となった。これに基づき広島市は、府中町をはじめとする周辺の市町と相次いで「連携中枢都市圏形成に係る連携協約」を締結、2022年4月現在で13市15町が参加する「広島広域都市圏」として、行政上の様々な分野で広島市との連携は進んでいる。

## 議会

### 府中町議会
- 定数：18人
- 任期：2020年10月1日 - 2024年9月30日

### 広島県議会
- 選挙区：安芸郡選挙区
- 定数：3人
- 任期：2023年4月30日 - 2027年4月29日
- 投票日：2023年4月9日
- 当日有権者数：96,269人
- 投票率：34.22%

| 候補者名   | 当落 | 年齢 | 所属党派   | 新旧別 | 得票数   | 備考 |
| ---------- | ---- | ---- | ---------- | ------ | -------- | ---- |
| 伊藤真由美 | 当   | 59   | 自由民主党 | 現     | 13,750票 |      |
| 高田稔     | 当   | 61   | 無所属     | 現     | 8,806票  |      |
| 富永やよい | 当   | 50   | 無所属     | 新     | 5,893票  |      |
| 兼山益大   | 落   | 50   | 無所属     | 新     | 3,941票  |      |

### 衆議院
- 選挙区：広島4区（広島市（安芸区）、三原市（旧大和町域）、東広島市の一部、安芸郡）
- 任期：2021年10月31日 - 2025年10月30日
- 当日有権者数：309,781人
- 投票率：53.18％

| 当落 | 候補者名 | 年齢 | 所属党派     | 新旧別 | 得票数   | 重複 |
| ---- | -------- | ---- | ------------ | ------ | -------- | ---- |
| 当   | 新谷正義 | 46   | 自由民主党   | 前     | 78,253票 | ○    |
|      | 上野寛治 | 39   | 立憲民主党   | 新     | 33,681票 | ○    |
| 比当 | 空本誠喜 | 57   | 日本維新の会 | 元     | 28,966票 | ○    |
|      | 中川俊直 | 51   | 無所属       | 元     | 21,112票 |      |

## 教育
高等学校
- 広島県立安芸府中高等学校（山田）

中学校
- 府中町立府中中学校（宮の町）
- 府中町立府中緑ヶ丘中学校（緑ヶ丘）

小学校
- 府中町立府中小学校（本町）
- 府中町立府中南小学校（柳ヶ丘）
- 府中町立府中中央小学校（浜田）
- 府中町立府中東小学校（山田）
- 府中町立府中北小学校（清水ヶ丘）

専門学校
- 古沢学園専門学校広島自動車大学校（本町）
- 古沢学園広島製菓専門学校（本町）
- 古沢学園専門学校福祉リソースカレッジ広島（石井城）

## 公共施設
公民館
- 府中公民館（本町）
- 府中南公民館（桃山）

博物館
- 府中町歴史民俗資料館（府中町本町）
- マツダミュージアム（広島市南区にあるが、入場は町内の本社に行く必要がある。宇品第一工場に隣接）

複合施設
- 安芸府中生涯学習センターくすのきプラザ（大通。図書館、多目的ホール、運動施設、教育委員会）
- 府中南交流センター（鹿籠。行政サービスコーナー、老人集会所、児童センター）
- 総社会館

主要な公園・運動施設
- チェリーゴード空城パーク
- 揚倉山健康運動公園
- 府中町立体育場体育館
- 広島青少年文化センター

主要な医療機関
- マツダ病院
- 府中みくまり病院

主要な老人介護施設
- 福寿館
- ふれあい福祉センター
- チェリーゴード

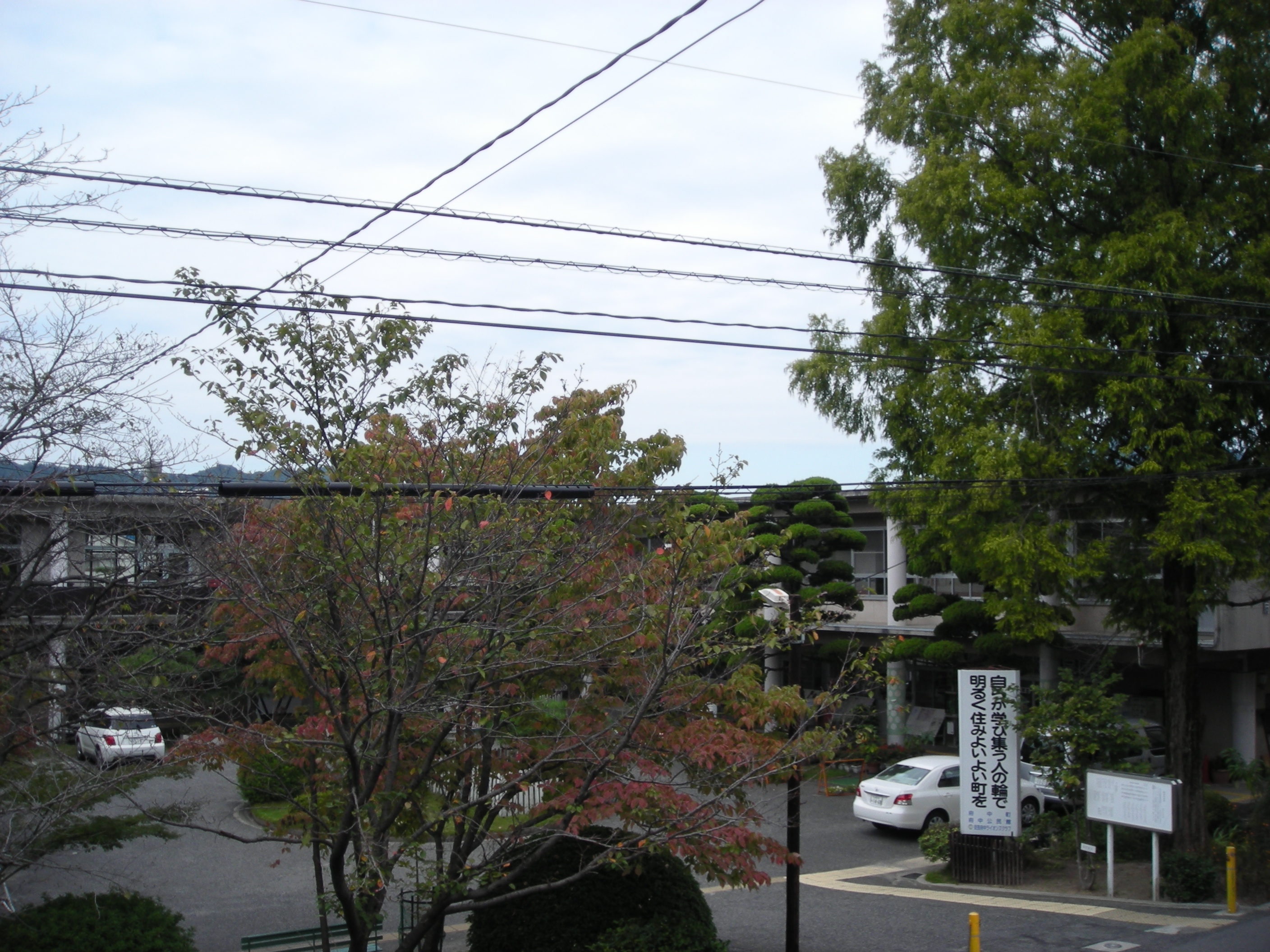
府中公民館
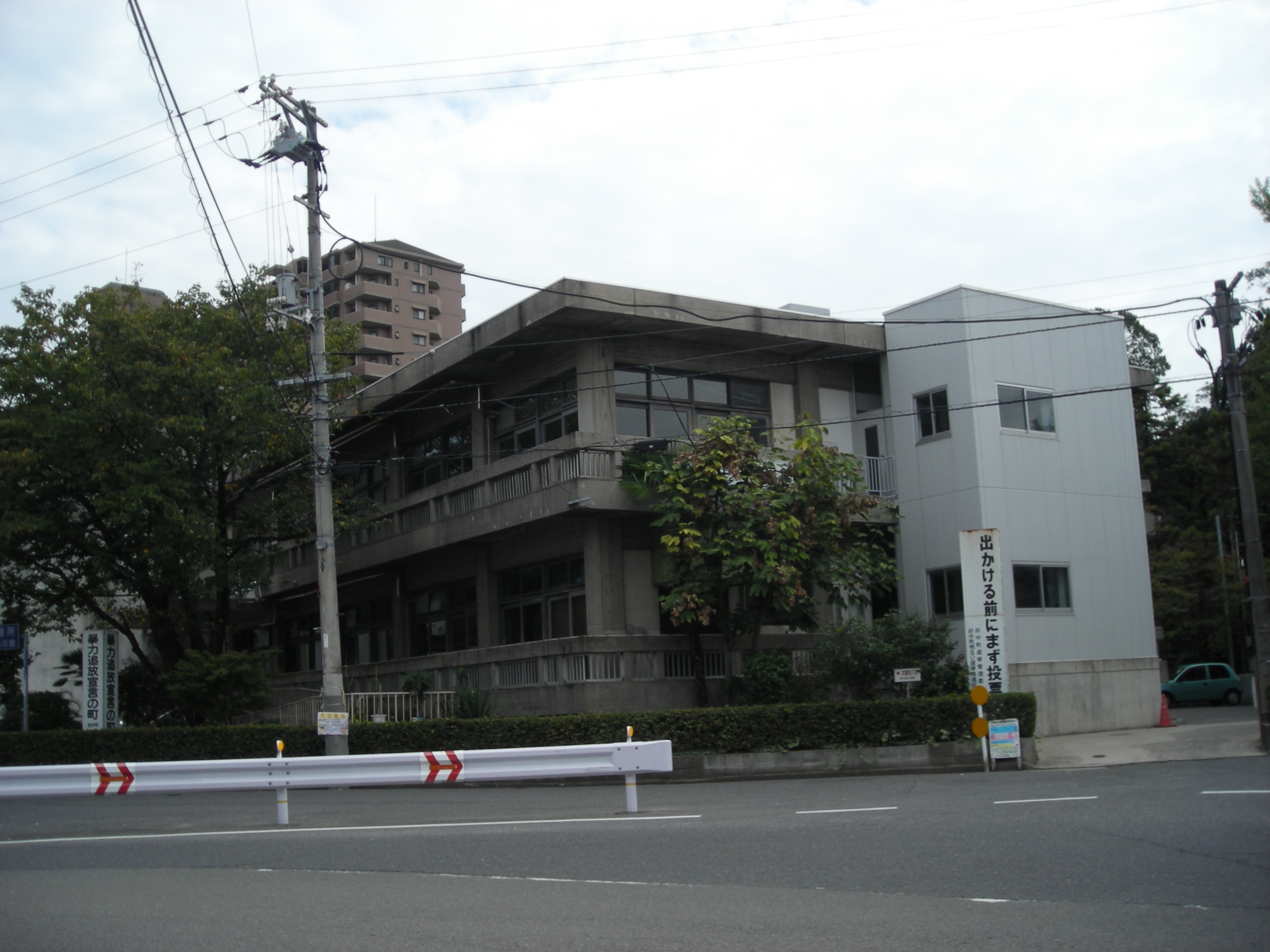
府中南公民館
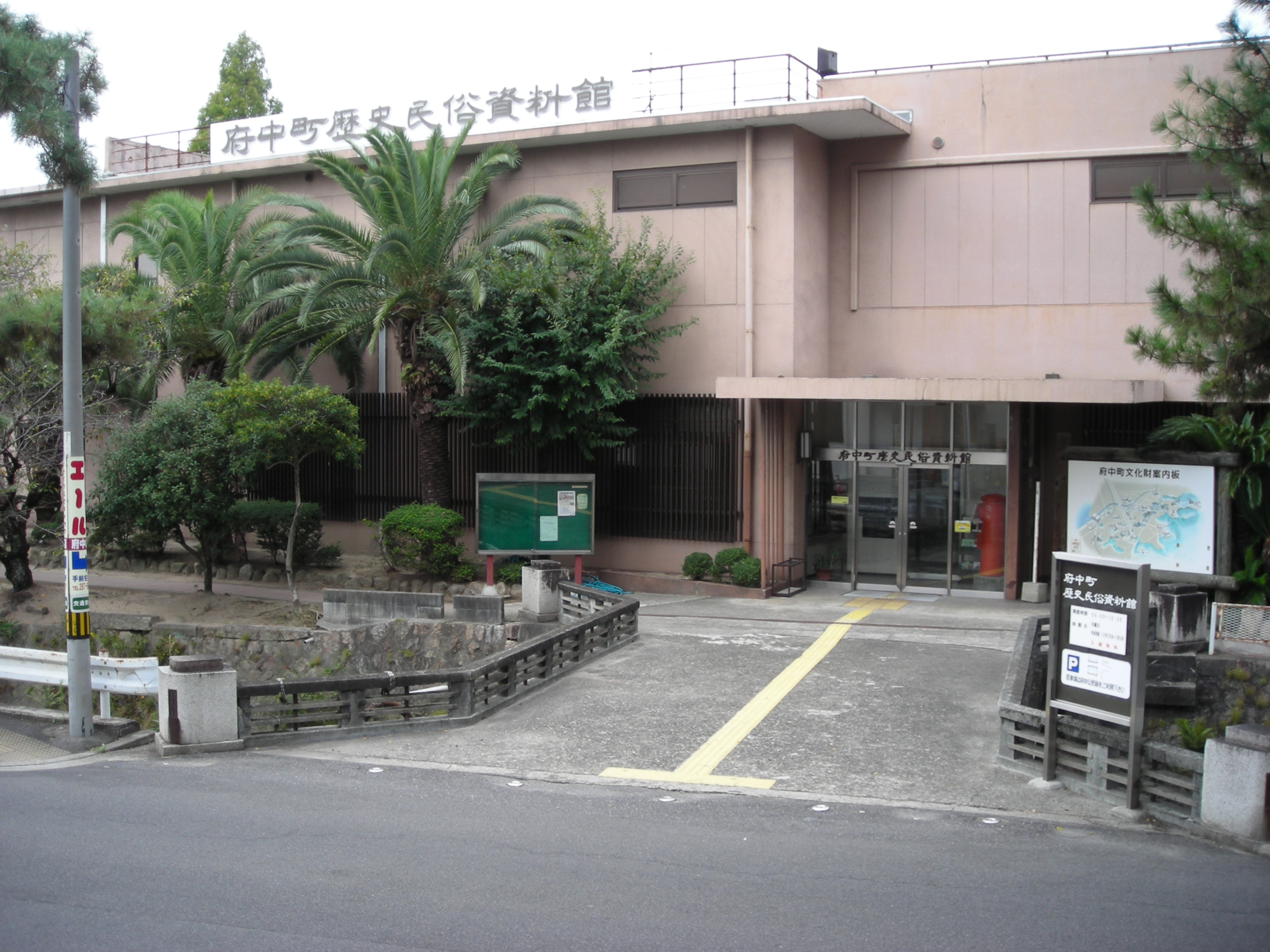
府中町歴史民俗資料館
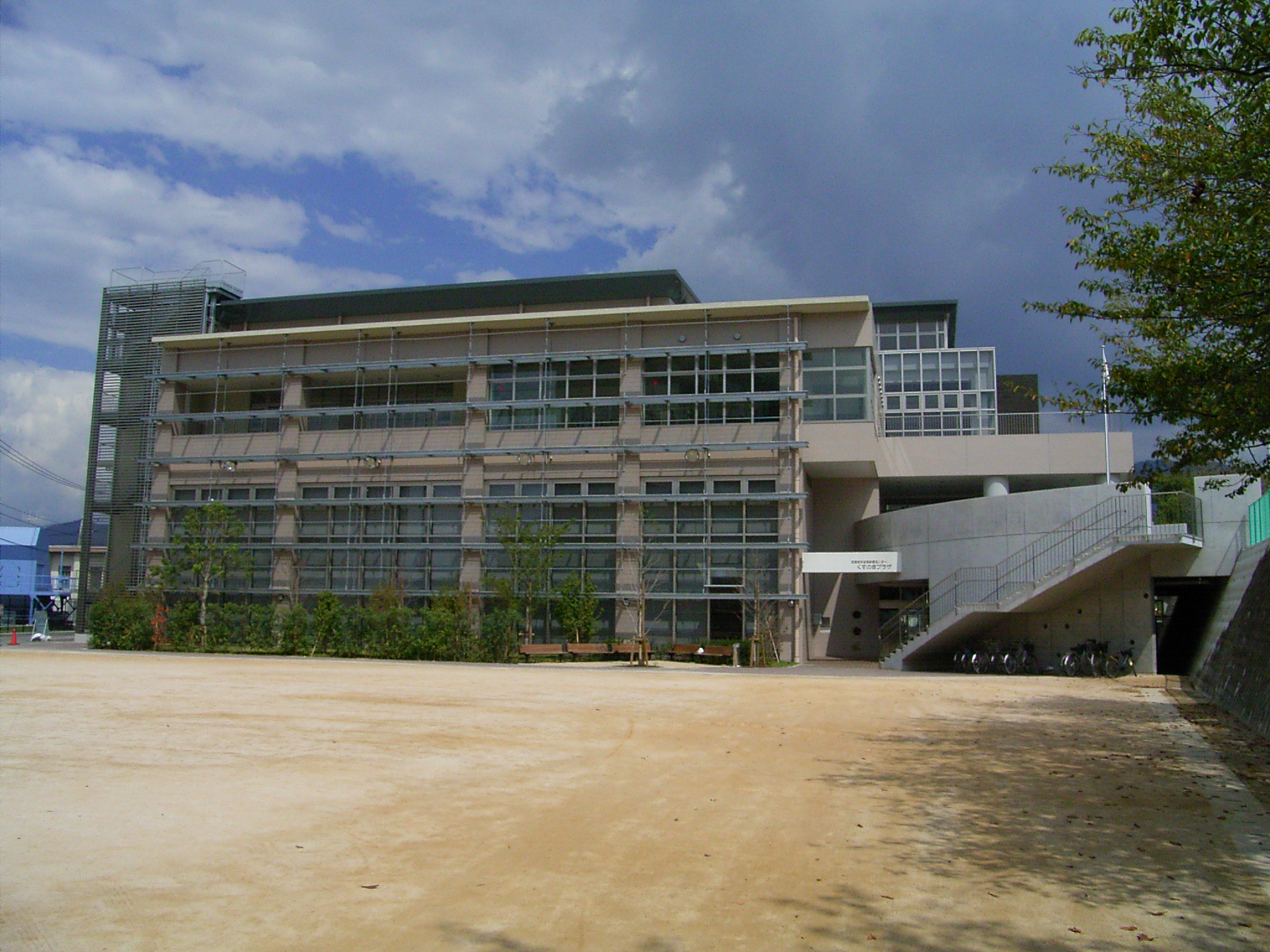
くすのきプラザ
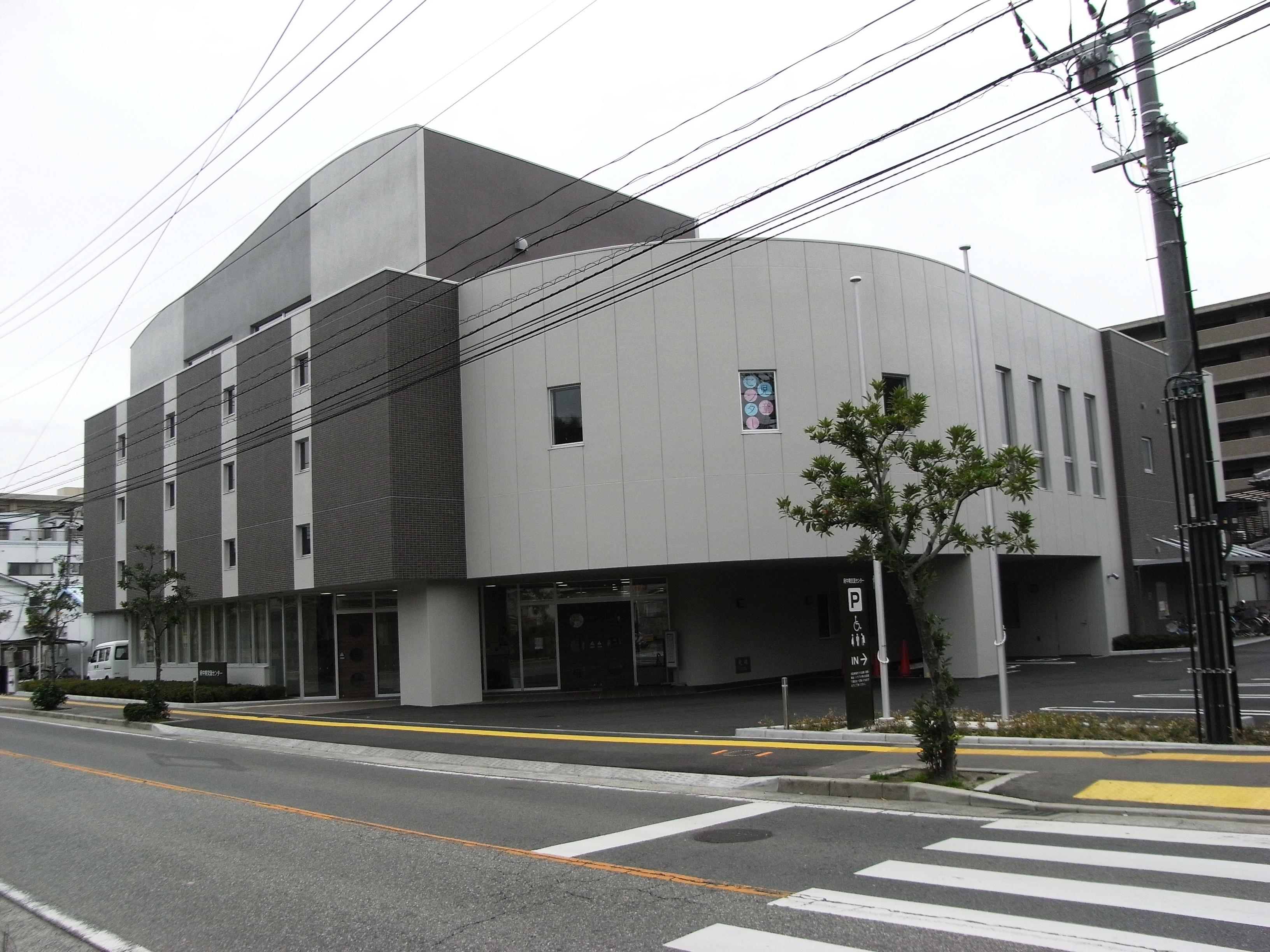
府中南交流センター
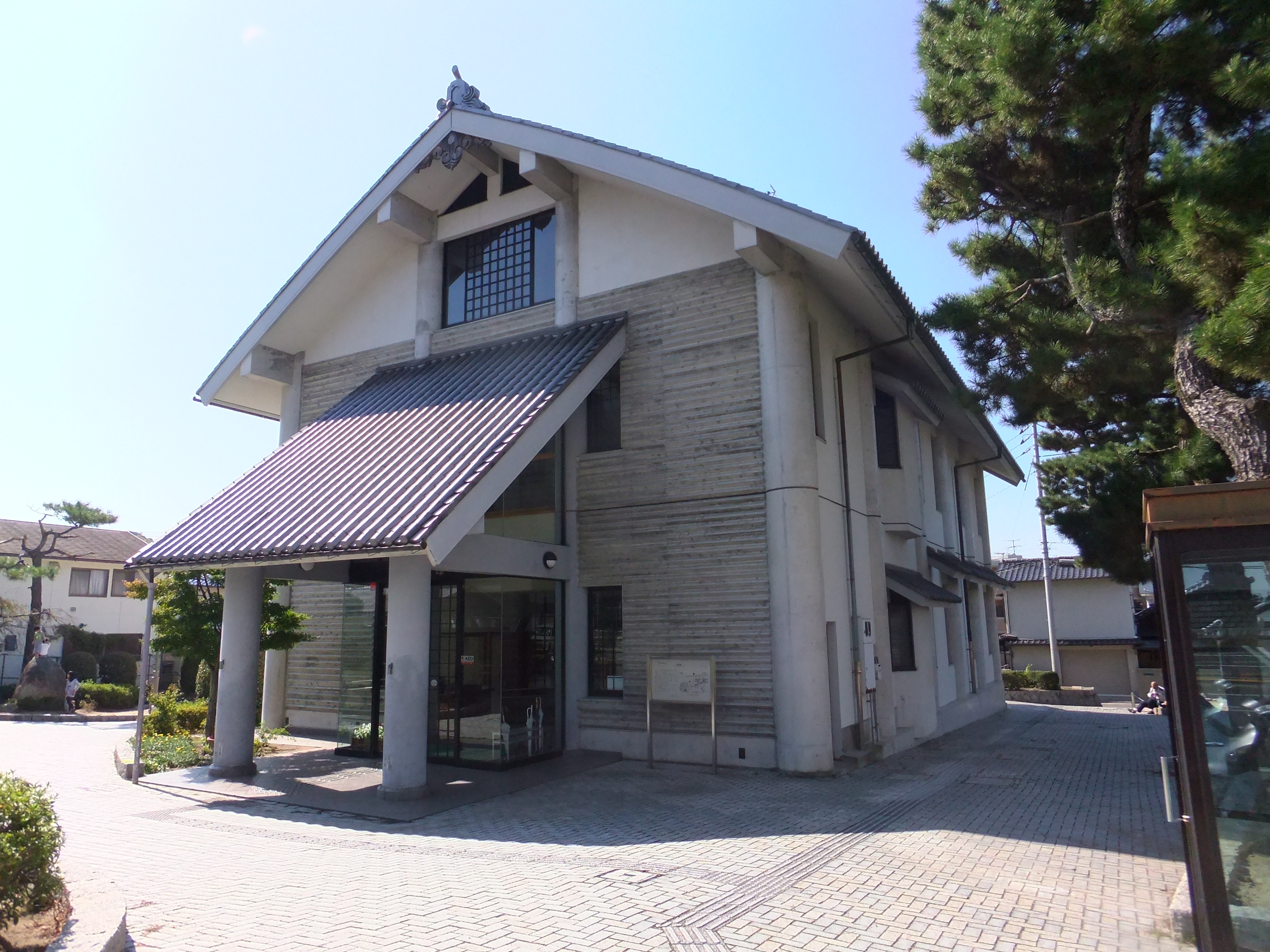
総社会館
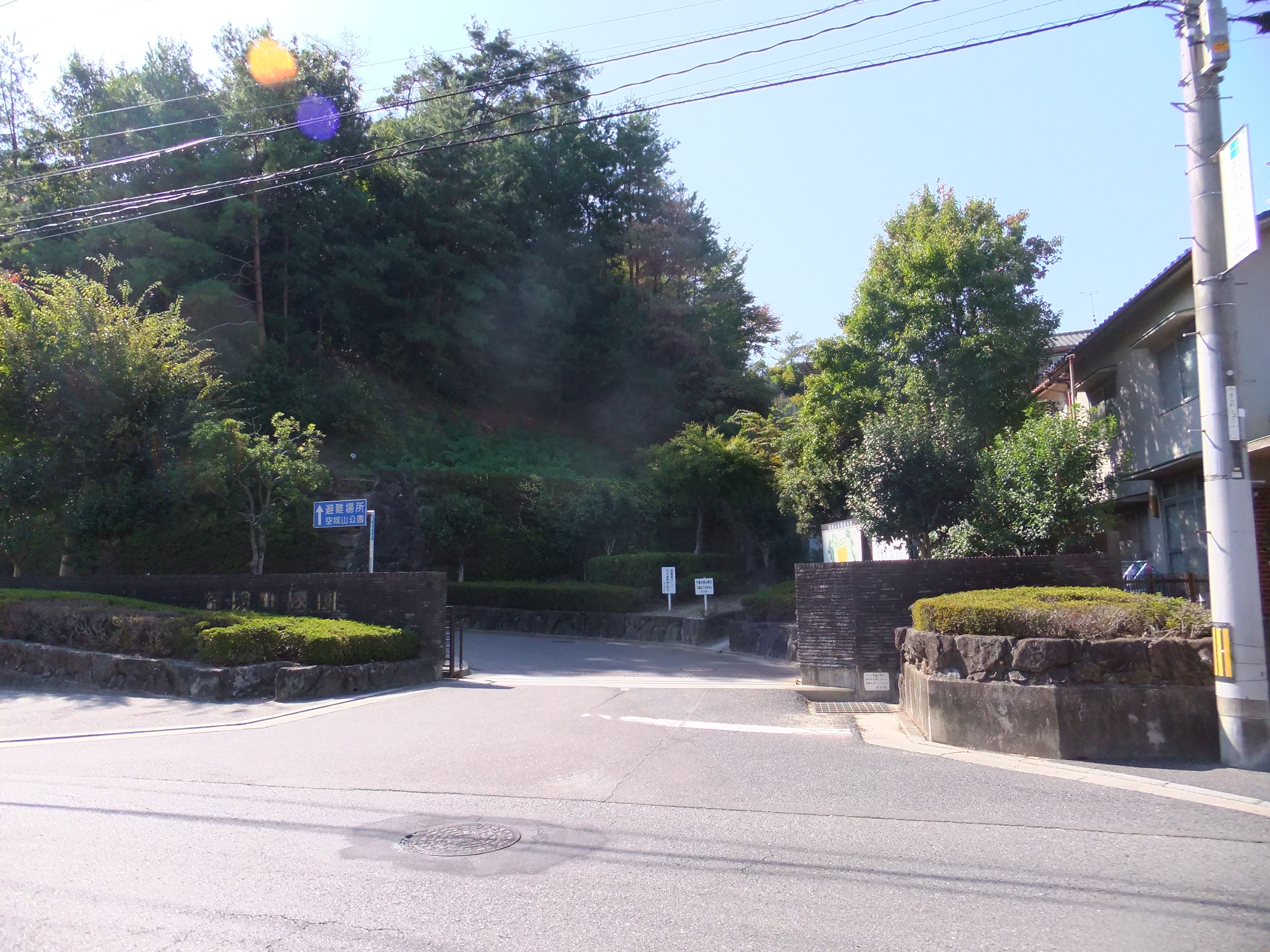
空城山公園
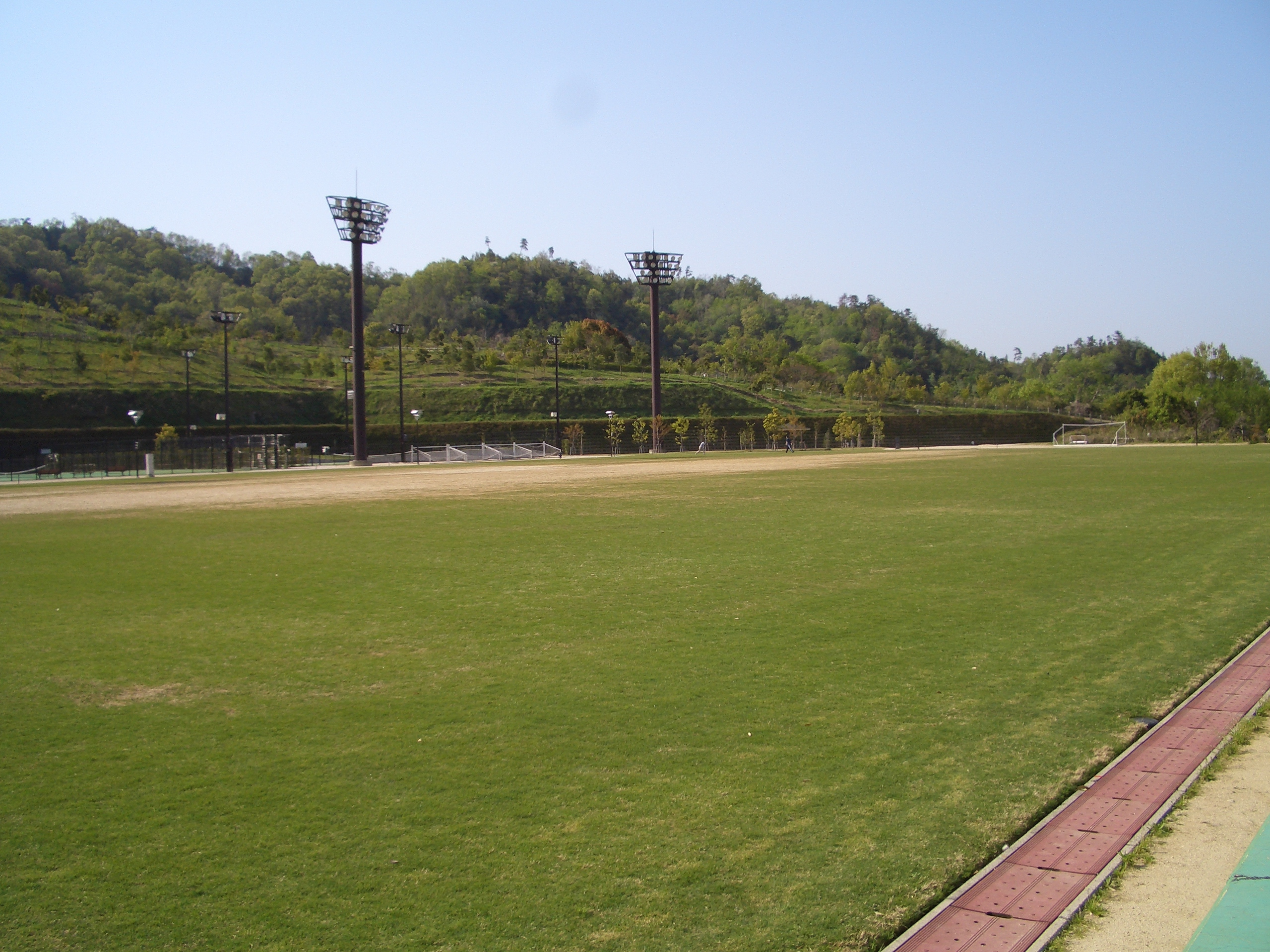
揚倉山健康運動公園
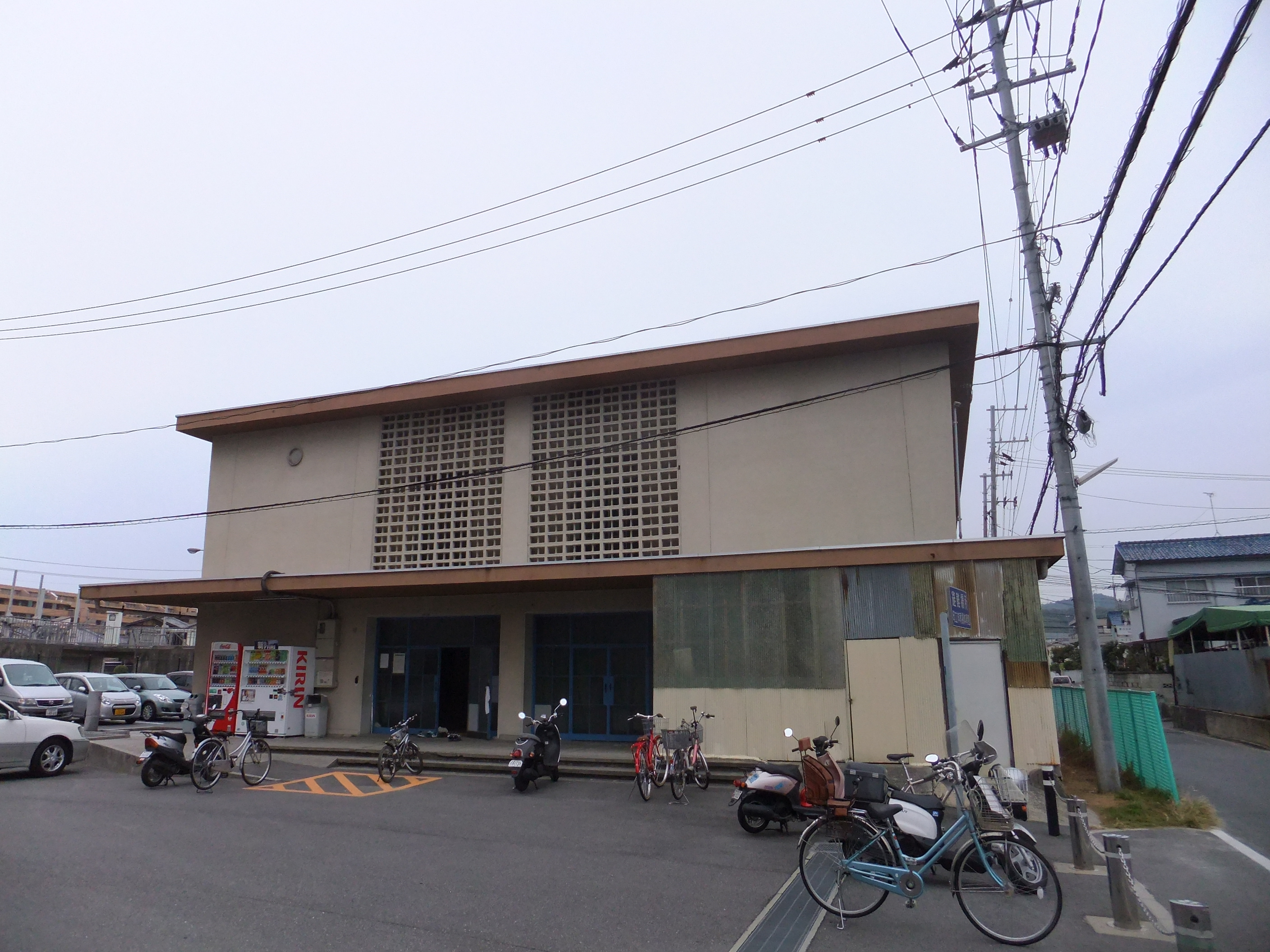
府中町立体育場体育館
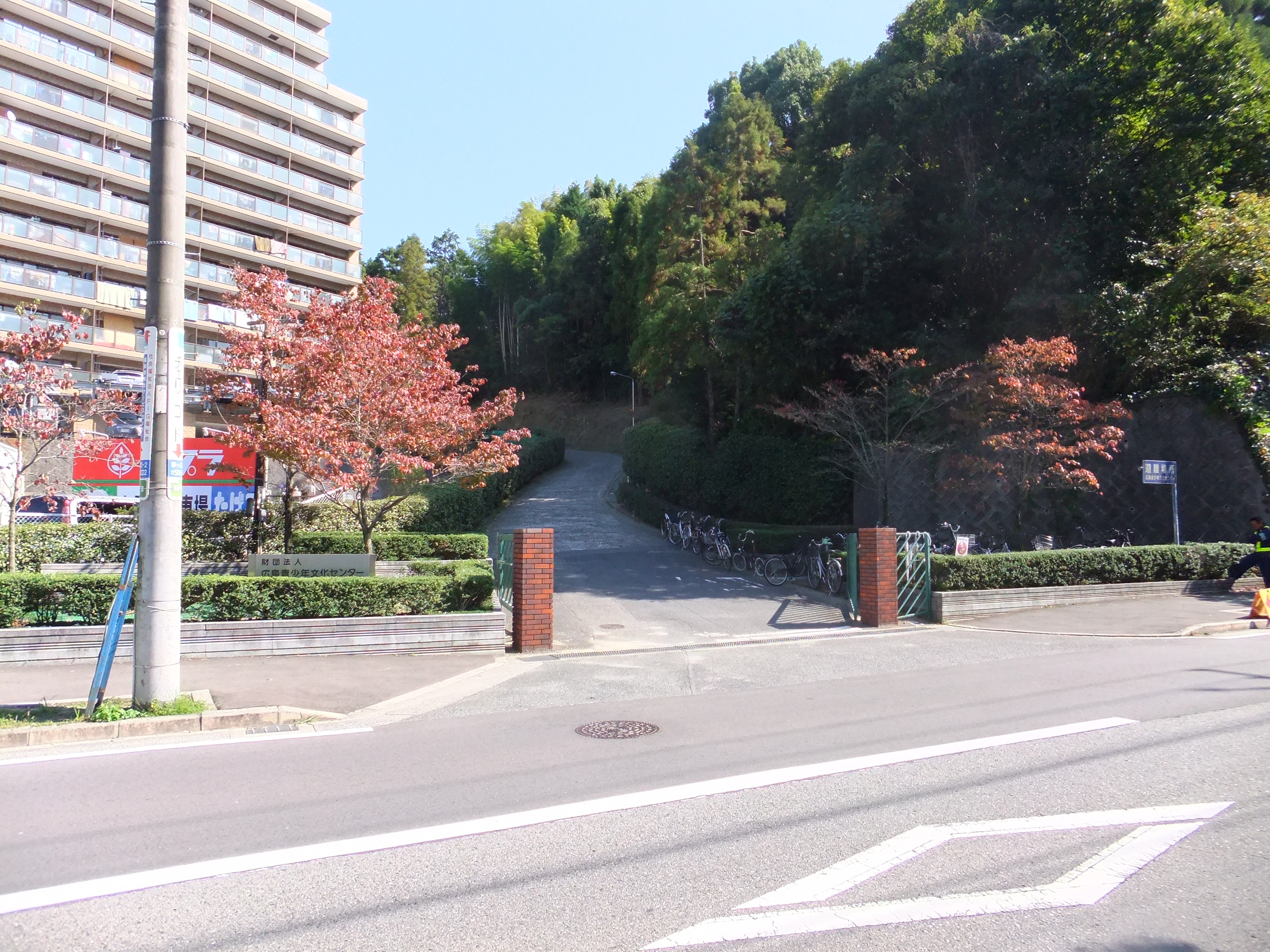
広島青少年文化センター
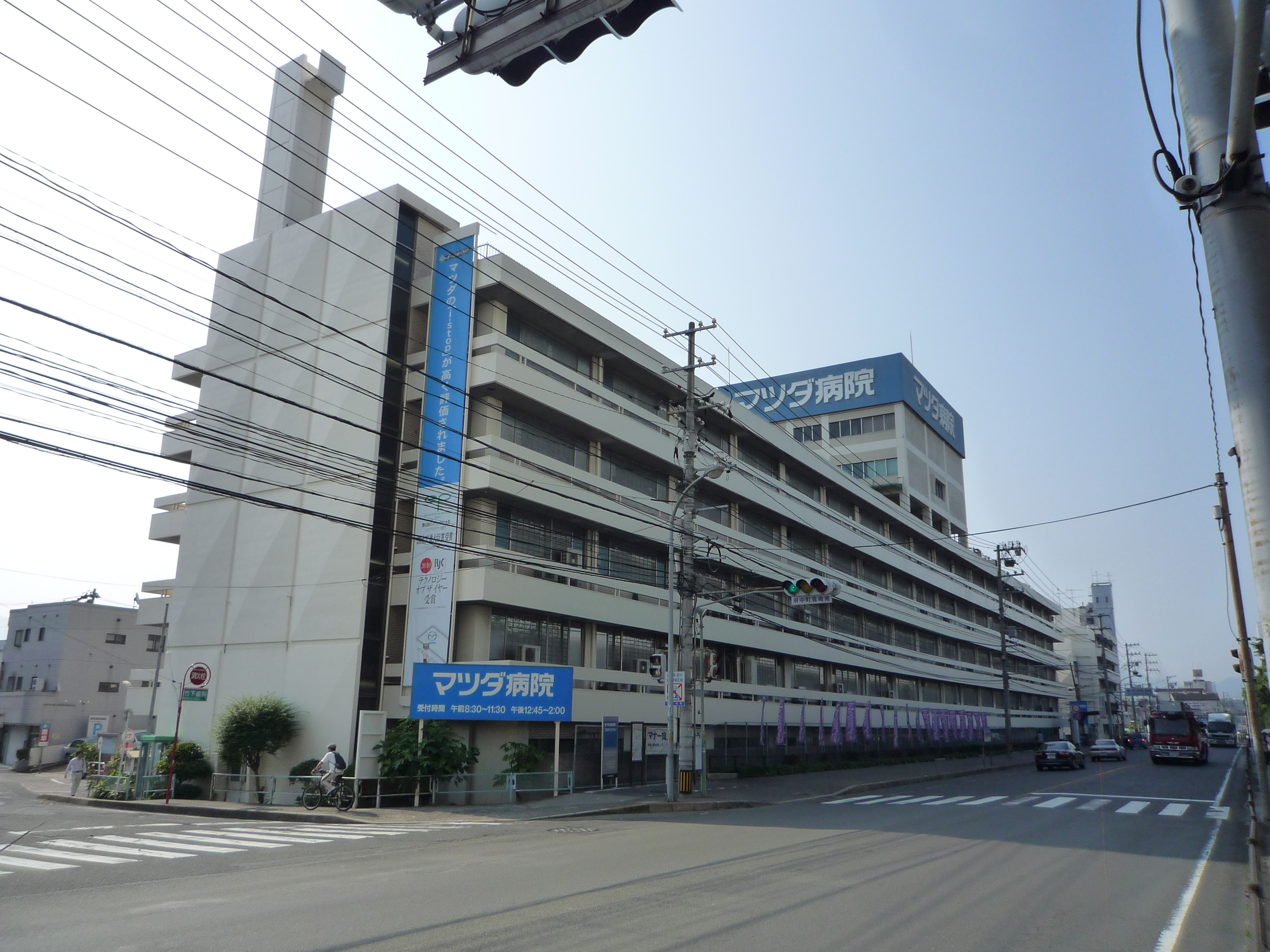
マツダ病院
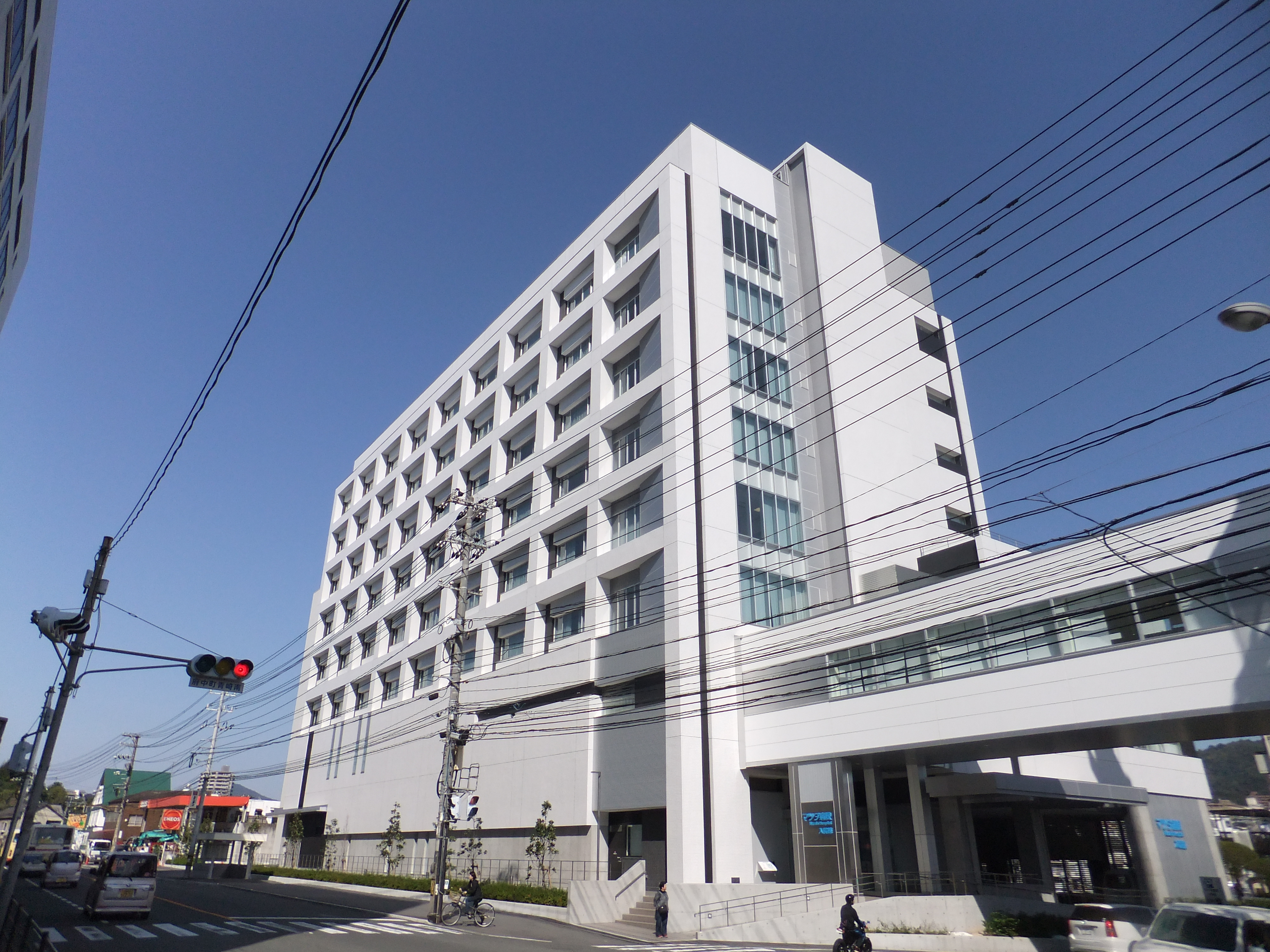
マツダ病院 入院棟
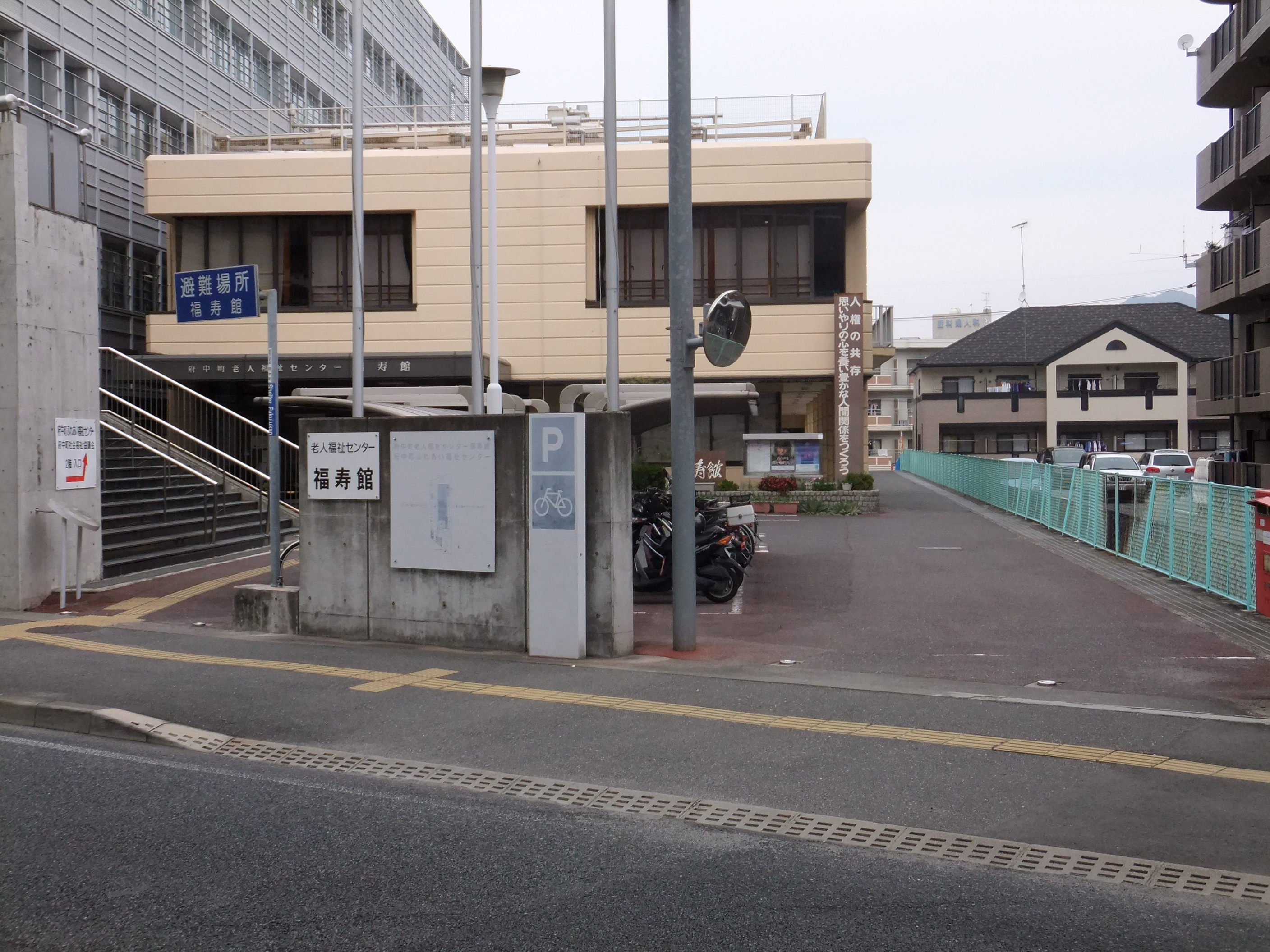
福寿館
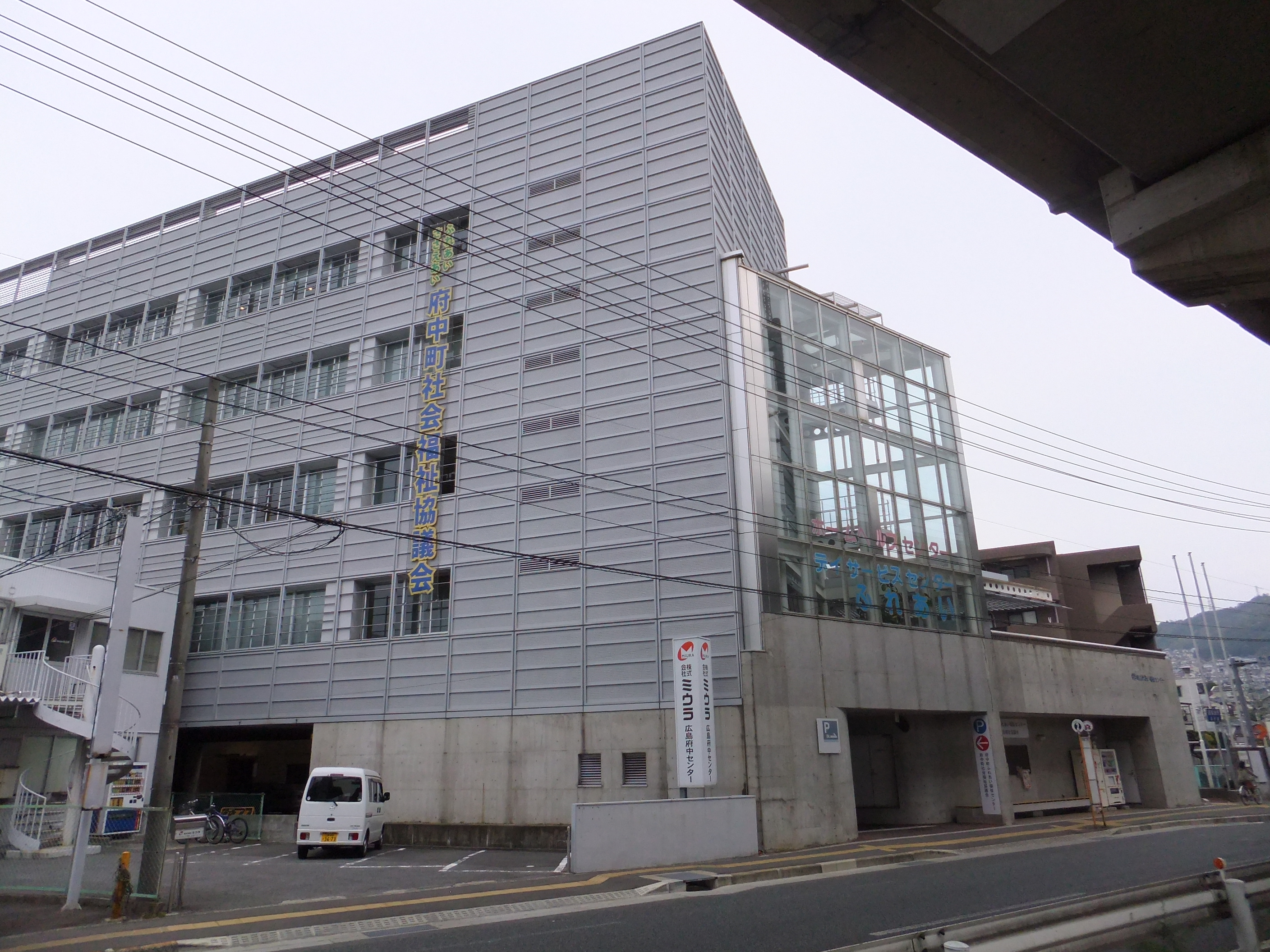
ふれあい福祉センター

## 歴史
「府中」は、古代安芸国の国府が置かれていたことに由来する。
- 1889年（明治22年）4月1日 - 町村制の施行により、安芸郡府中村を設置する。
- 1937年（昭和12年）1月1日 - 安芸郡府中村を廃し、その区域をもって安芸郡府中町を設置する。

## 産業
- マツダ
  - 1930年（昭和5年）に、町内に工場が建設されてから、本社が置かれるなどしている。また、町内には企業立病院のマツダ病院、デルタ工業などの協力・関連会社も多くある。
- イオンモール広島府中（開業当初は「ダイヤモンドシティ・ソレイユ」→「イオンモール広島府中ソレイユ」。2004年3月24日に開店）
  - 1938年（昭和13年）から1998年（平成10年）まで、当地にキリンビール広島工場が存在した。閉鎖後、キリンビール広島工場内の「キリン広島ブルワリー」として継承され、2010年8月まで生産が行われていた。ブルワリー閉鎖後も2018年まで、キリンビール広島支社が置かれ、イオンモールの建物・土地を所有していた。

その他、野村乳業が町内に拠点を、ジュンテンドーが営業本部を置いている（本社は島根県益田市）。以前はキリン堂薬局（ポプラ完全子会社）も町内に拠点を置いていた。

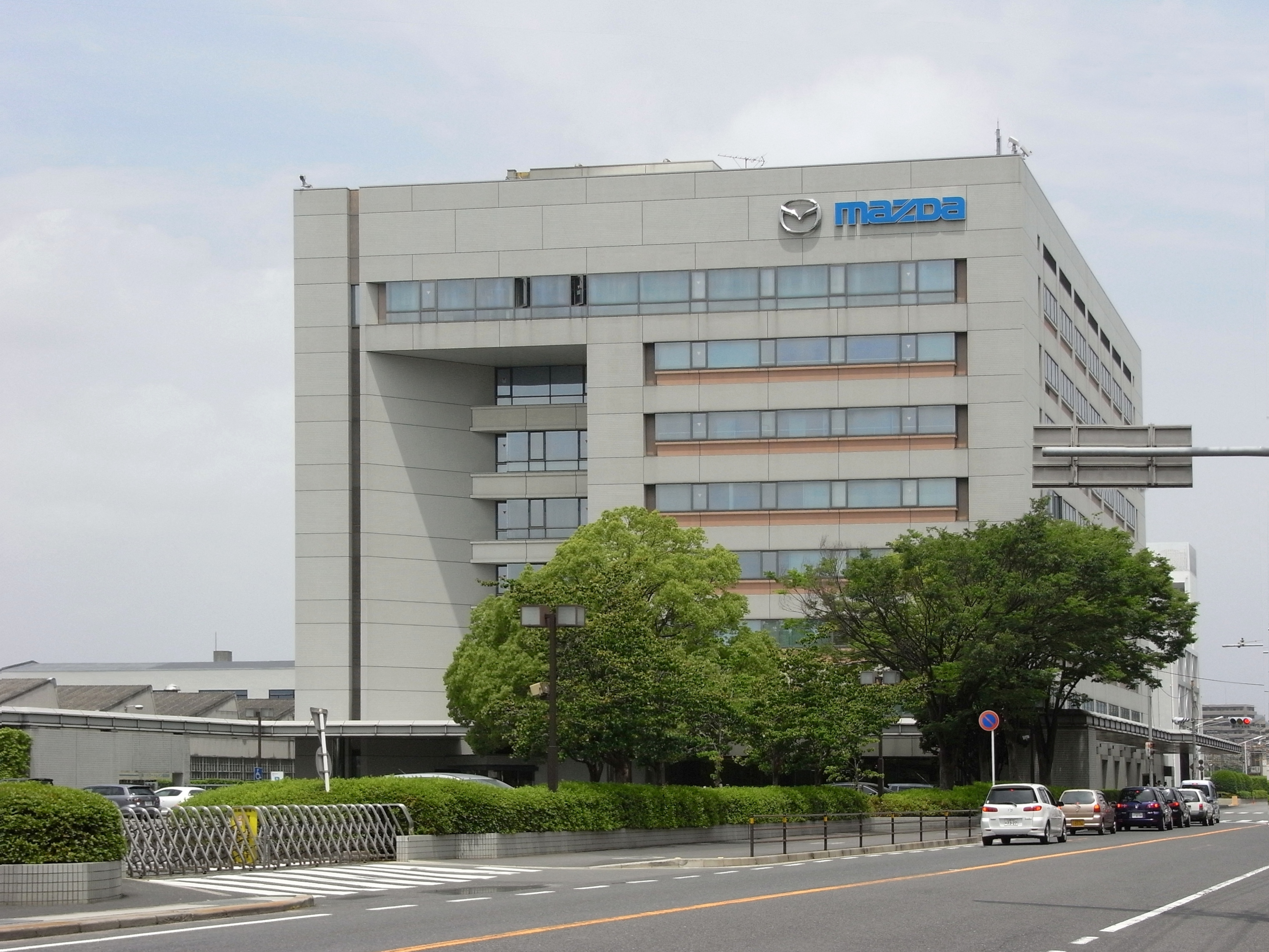
マツダ本社
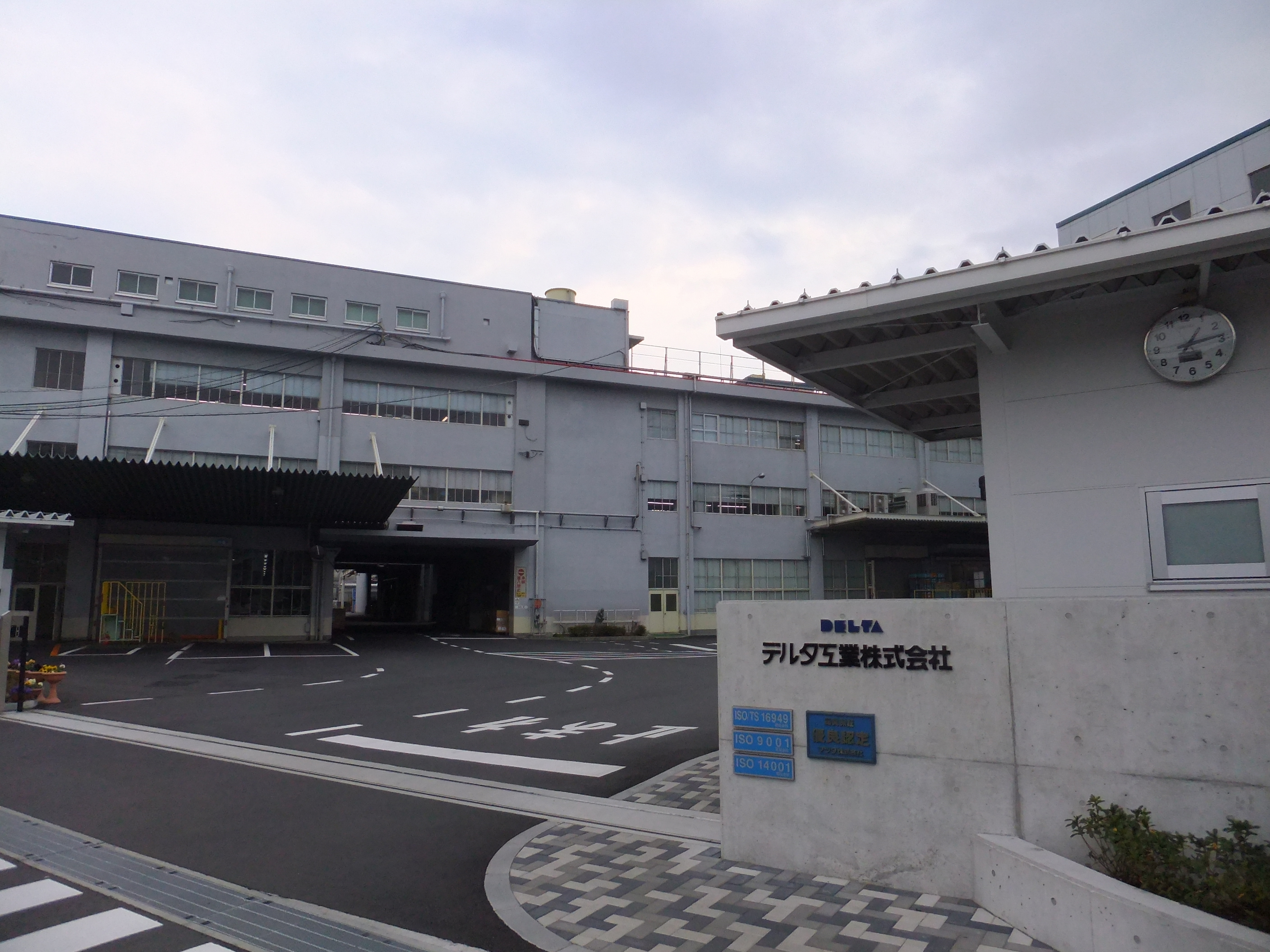
デルタ工業本社
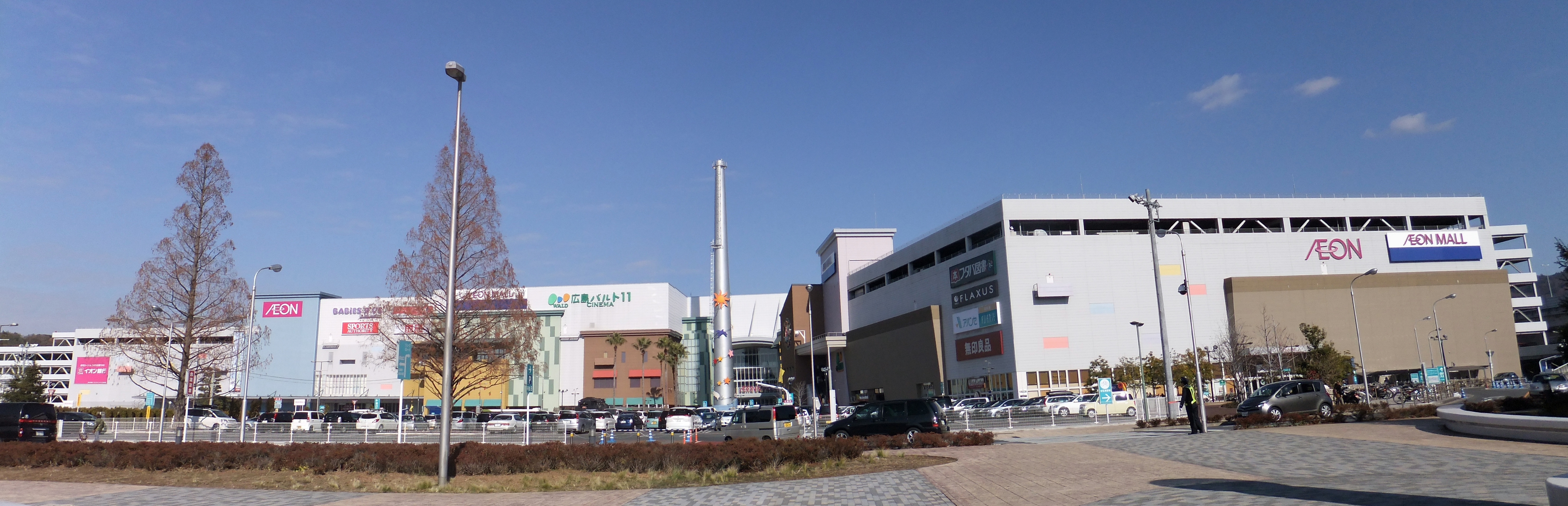
イオンモール広島府中
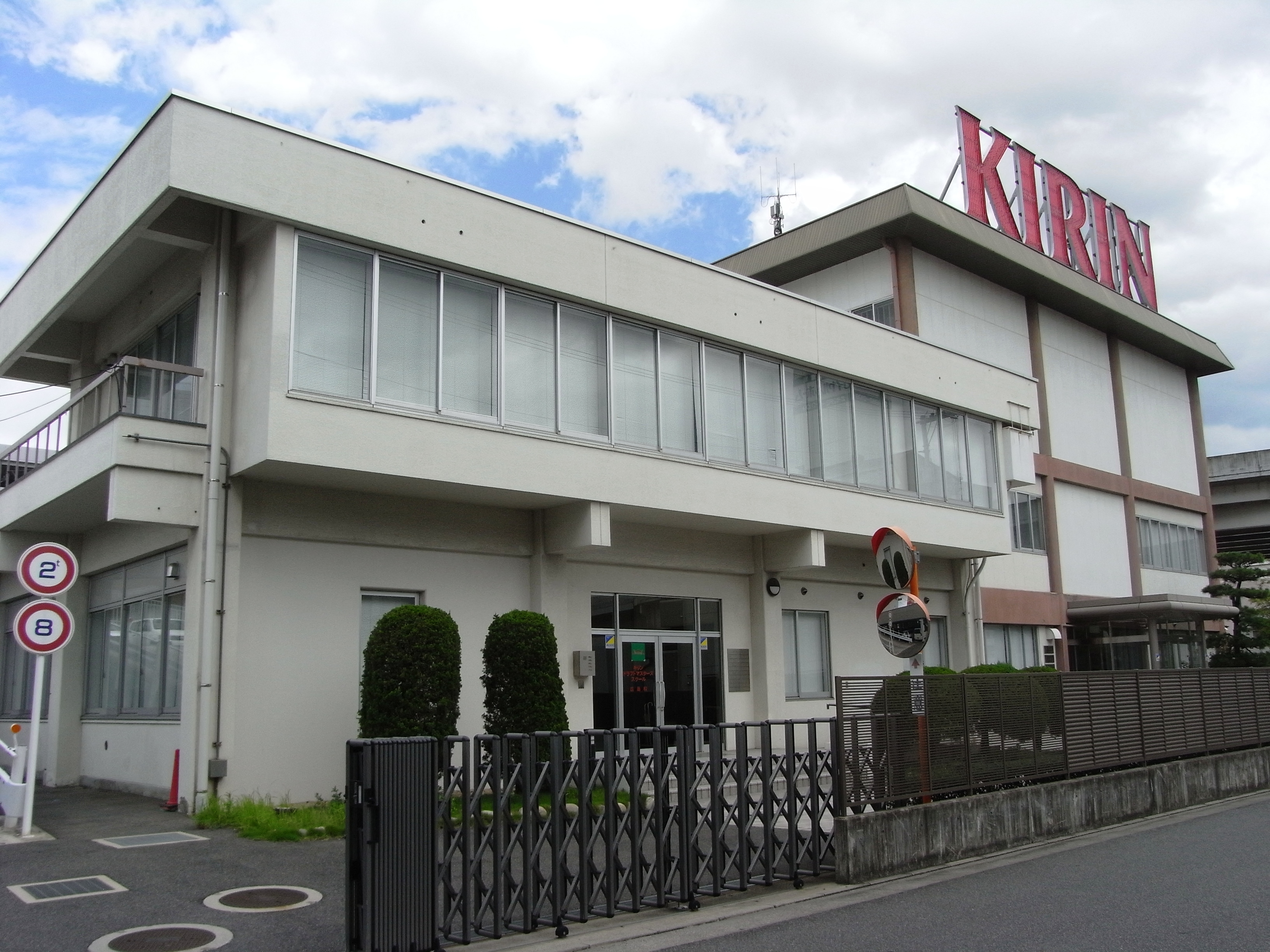
麒麟麦酒広島支社
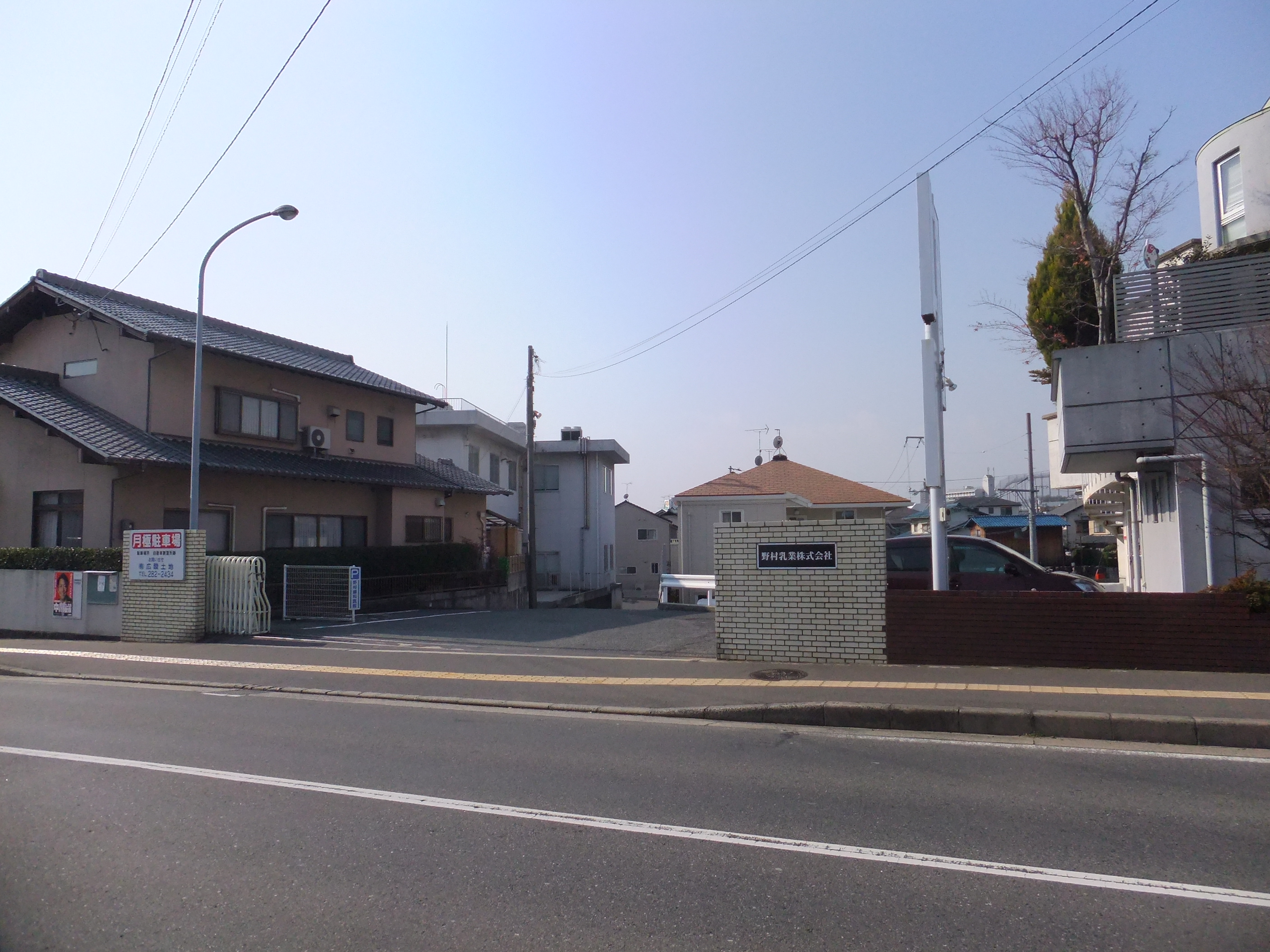
野村乳業本社
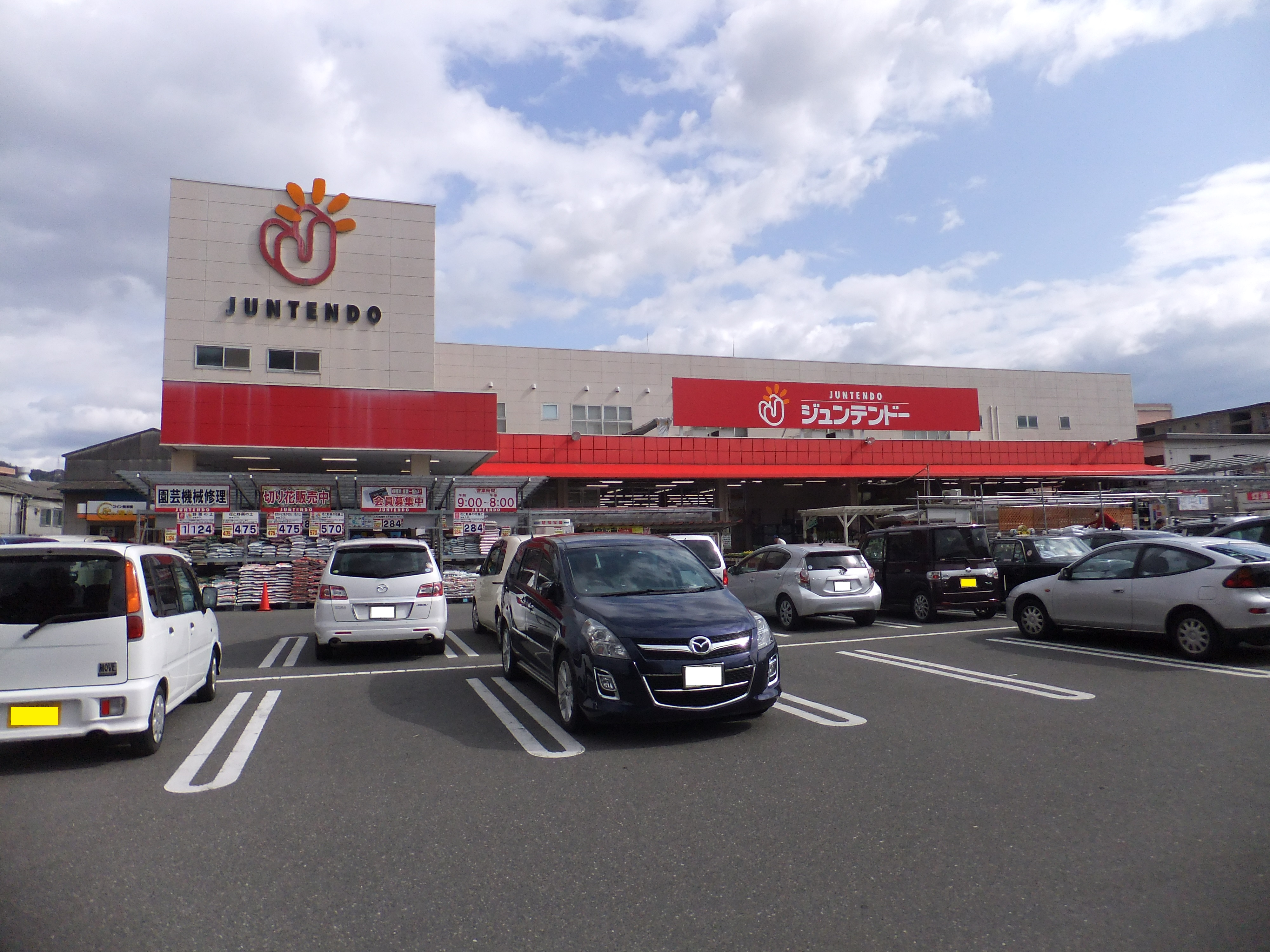
ジュンテンドー営業本部

## 交通

### 鉄道路線
西日本旅客鉄道（JR西日本）
- 山陽本線 : 向洋駅
  - （海田市駅方面） - 向洋駅 - （天神川駅 - 広島駅方面）
  - 当町の周囲を広島市が囲んでいるため、向洋駅は広島市の特定都区市内駅に含まれるという措置がとられている。町内の駅は向洋駅しかないが、広島市との境界近くにあるイオンモール広島府中（府中町大須）付近からは山陽本線の天神川駅（南区駅東町）や芸備線の矢賀駅（東区矢賀）へも近い。

山陽新幹線が当町内の中心部を貫いているが、駅はない。

### バス路線

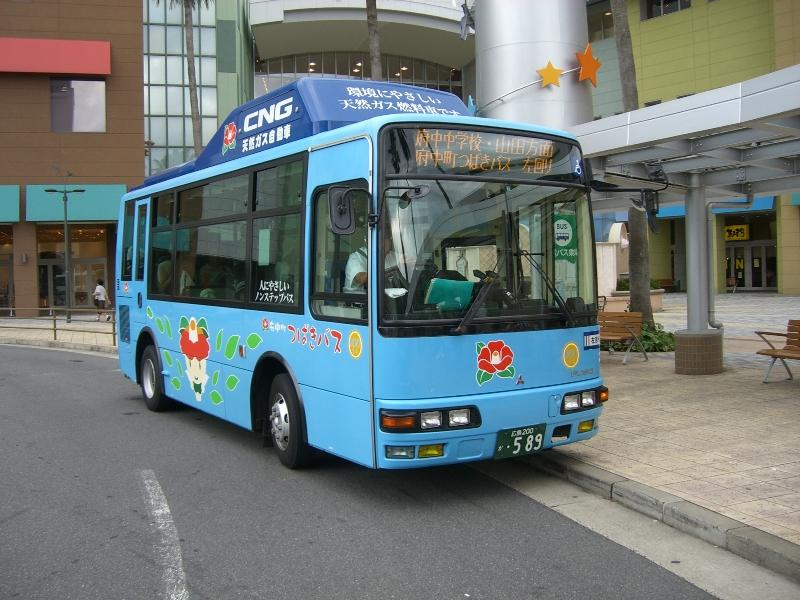
つばきバス

- 2号線（広電バス[13]）：県庁前・八丁堀・広島駅方面 - 府中町内各方面
  - 2-1：（県庁前・天神川駅北 イオンモール広島府中前方面） - 府中大橋 - 浜田1丁目 - 浜田2丁目 - 府中永田
  - 2-2：（県庁前・天神川駅北 イオンモール広島府中前方面） - 府中大橋 - 浜田1丁目 - 府中町役場東口 - 府中えのみや - みくまり峡入口 - 府中山田
  - 2-5（2-6）：（県庁前・天神川駅北 イオンモール広島府中前方面）方面 - 府中大橋 - 浜田1丁目 - （府中南公民館前 - 空城山公園入口） - 浜田2丁目 - 府中郵便局前 - 安芸府中高校入口 - 府中ニュータウン
  - 2-7：（県庁前・矢賀新町2丁目方面） - 大須3丁目 - 本町4丁目 - 府中変電所 - （温品4丁目）
- イオンモールシャトル（広電バス）：広島駅新幹線口 - イオンモール広島府中
- 40号線（芸陽バス[14]・広電バス）：（広島バスセンター・八丁堀・広島駅方面） - 新大州橋 - 向洋駅前 - 海田市駅入口方面
- 21号線（広島バス[15]）：（エディオンピースウイング広島・紙屋町・八丁堀・広島駅方面） - 新大州橋 - 向洋駅前（マツダ本社前） - （向洋大原・洋光台団地方面）
- 29号線（矢賀経由）（広島バス）：広島バスセンター・八丁堀・広島駅方面 - 矢賀新町2丁目 - 矢賀駅入口 - 大須3丁目 - 本町4丁目 - 府中変電所 - 温品4丁目 - 小河原車庫
- 府中町内循環コミュニティバス「つばきバス」[16]
  - 北エリア（左回り/右回り）：イオンモール広島府中 - 天神川駅北 - 府中大橋 - 浜田二丁目 - 府中郵便局前 - 府中中学校東門 - 安芸府中高校入口 - みくまり峡入口 - 桜ヶ丘・清水ヶ丘団地入口 - 本町四丁目 - 府中町役場・くすのきプラザ前 - 府中交番 - 天神川駅北 - イオンモール広島府中
  - 南エリア（左回り/右回り）：イオンモール広島府中 - 天神川駅北 - 新大州橋 - 向洋駅前（マツダ本社前） - 府中南公民館前 - 柳ヶ丘 - 空城山公園入口 - 浜田二丁目 - 府中大橋 - 天神川駅北 - イオンモール広島府中

路線バスの他、府中町デマンドタクシー「うぐいす号」が清水ヶ丘・桜ヶ丘町内会区域を対象に運行されている。

### 道路
町内に一般国道は通っていない。
高速道路
- 府中出入口（広島高速道路）：広島高速道路2号線
  - 温品JCT（山陽自動車道 広島東IC・広島高速1号線方面） - 矢賀出入口（仁保方面） - 府中出入口（温品方面） - 大州出入口（仁保方面）・仁保JCT（広島呉道路・広島高速5号線・海田大橋）方面

県道
- 広島県道70号広島中島線：一部区間はあけぼの通りと呼ばれる。
- 広島県道84号東海田広島線：一部区間はあけぼの通りと呼ばれる。
- 広島県道151号府中海田線
- 広島県道152号府中祇園線
- 広島県道164号広島海田線（旧国道2号・大洲通り）：旧国道と呼ばれる場合もあり、西国街道との区別が難しい。中国駅伝のコースであった。
- 広島県道187号浜田仁保線
- 広島県道198号向洋停車場線
- 広島県道272号上宮町新地線

府中町内の西国街道
旧船越町の接続部からスパーク浜田店までは県道161号およびそれに平行して通っている小道が、スパーク浜田店から府中土橋までは、県道84号に平行して通っている小道が西国街道になる。府中土橋を抜けたら再び広島市内になる。

## 祭事・催事
- 山田の牛追い祭（毎年4月）
- かっぽ祭り（毎年10月）
- 府中つばき祭り（毎年10月）

## 出身有名人

### 政治・経済
- 石田一松（衆議院議員、演歌歌手）
- 石橋竜史（広島市議会議員、ローカルタレント）
- 小林浩（日本ハム社長）
- 平口洋（衆議院議員・元建設省官僚）
- 守屋義之（広島電気、島根電力各社長、広島商工会議所会頭）

### 学術
- 小佐古敏荘（東京大学名誉教授）

### 芸能・文化
- 大下英治（作家）
- 神楽坂淳（作家）
- 神園さやか（歌手）
- 吉川晃司（ミュージシャン・俳優）
- 久保帯人（漫画家）
- 五島朋幸（歯科医、ラジオパーソナリティー、作家）
- 瀬戸つよし（歌手）
- 高尾晶子（元『トゥナイト』レポーター）
- 竹川美子（演歌歌手）
- 竹原慎二（タレント、元ボクシング世界王者）
- 西村瑞樹（お笑いタレント、バイきんぐ）※生まれは広島市
- 村山聖（将棋棋士）
- 七瀬もみじ（演歌歌手）

### アナウンサー
- 石井百恵（元テレビ新広島アナウンサー）
- 神田康秋（元テレビ新広島アナウンサー）
- 津野瀬果絵（テレビ西日本アナウンサー）
- 廣岡俊光（北海道文化放送アナウンサー）
- 頼近美津子（元NHKアナウンサー、コンサートプランナー、フジテレビ会長鹿内春雄の妻）

### スポーツ
- 梅田直哉（元プロサッカー選手）
- 大谷尚輝（プロサッカー選手）
- 金田喜稔（元日産サッカー選手、解説者）
- 坂田健史（元ボクシング世界王者、稲城市議会議員）
- 猿沢茂（元サッカー選手）
- 須山成二（元プロ野球選手・広島東洋カープ所属）
- 西村健太朗（元プロ野球選手・読売ジャイアンツ所属）
- 吉川雄大（プロ野球選手・東北楽天ゴールデンイーグルス所属）
- 中屋夏澄（バレーボール選手・トヨタ車体クインシーズ所属）

## サービス等
- 郵便番号は以下の通りとなっている。
  - 安芸府中郵便局：735-00xx、735-85xx、735-86xx、735-87xx
- 市外局番は広島市と同じ082（広島MA）。市内局番は以前は281、282、283、284、285、286、287（広島大州収容局）が多く使用されていた。これは広島市南区の一部と同じである。現在は581、582、890（広島大州収容局）なども使用されている。旧市外局番は広島市と同じ0822。これらから広島市と府中町は電話番号の上でも一体化している（同じ安芸郡でも海田町の旧市外局番は08282）。